# 59 Pułk Piechoty Wielkopolskiej
59 Pułk Piechoty Wielkopolskiej (59 pp) – oddział piechoty Armii Wielkopolskiej i Wojska Polskiego II RP.

## Formowanie i walki o granice
Po oswobodzeniu Gniezna, pod koniec grudnia 1918 roku przez oddziały powstańców wielkopolskich, została z nich zorganizowana kompania pod dowództwem ppor. armii niemieckiej Pawła Cymsa. Na początku stycznia 1919 roku kompania ta ruszyła w kierunku Inowrocławia, zajmując kolejne miejscowości: Trzemeszno, Mogilno, Strzelno i Kruszwicę, w każdej z nich powiększając swój skład o kolejnych ochotników. Pod Inowrocław dotarła 4 stycznia a 5 i 6 stycznia, wespół z 31 Włocławskim pułkiem piechoty i byłymi członkami POW, bierze udział w oswobodzeniu miasta. Oddział ppor. Cymsa zajął koszary tzw. „czerwone” i w nich pomiędzy 7 a 11 stycznia sformował dwa bataliony piechoty, które przyjęły nazwę 1. i 2. pułk Grenadierów Kujawskich oraz z ochotników ze Strzelna i Kruszwicy trzeci batalion, który przyjął nazwę Baon Nadgoplański. Już 11 stycznia 1 i 2 pułki grenadierów stoczyły zacięty, zwycięski bój o Złotniki Kujawskie a baon nadgoplański zajął Łabiszyn. Ze zdobycznych dwóch dział utworzono pluton artylerii a z żołnierzy potrafiących obsługiwać karabiny maszynowe – kompanię. Od 16 stycznia pułki grenadierów zostały połączone a na rynku w Inowrocławiu odbyła się przysięga wojskowa. Z tej okazji społeczeństwo Inowrocławia ufundowało i wręczyło chorągwie (pułkowi i baonowi nadgoplańskiemu). Od 1 lutego baon nadgoplański przydzielono do pułku i rozkazem Dowództwa Głównego w Poznaniu, któremu podlegały oddziały na terenie byłego zaboru pruskiego,  z dniem 7 lutego 1919 roku pułk otrzymał nową nazwę 5 pułk Strzelców Wielkopolskich a jego dowódcą został płk Wacław Przeździecki. Już 23 marca pułk obejmuje mjr Stanisław Wrzaliński i praktycznie wśród ciągłych walk reorganizuje pułk tworząc pełne 12 kompanii strzeleckich i 3 kompanie karabinów maszynowych oraz szkołę podoficerską. Pułk obsadza linię Opoki – Wielowieś – Płonkowo – Broniewo – Pszczółczyn pod Łabiszynem o długości około 50 km. Tu nie tylko odpiera skutecznie ataki przeważających sił nieprzyjaciela, wspomagane artylerią, lecz organizuje szereg wypadów w głąb pozycji wroga. W ataku na Bronimierz Mały zdobywa: miotacz min, 2 karabiny maszynowe, 25 karabinów, 5000 szt amunicji i aparaty telefoniczne. Walki na zajmowanych pozycjach trwały do 18 grudnia 1919 roku, po czym pułk odszedł do Żnina i do 15 stycznia 1920 roku prowadził intensywne szkolenie żołnierzy. Stan pułku to 26 oficerów i 2988 szeregowych. Następnie w ślad za ustępującymi wojskami niemieckimi, przez: Szubin, Więcbork, Sępólno i Chojnice, przejmował tereny przyznane Polsce na mocy traktatu wersalskiego. Rozkazem ministra spraw wojskowych z 17 stycznia 1920 roku zmienił nazwę na 59 pułk piechoty wielkopolskiej. Na Pomorzu obsadził odcinek granicy na zachód od Chojnic i pozostał tam do 20 lutego, po czym zgrupował się w rejonie Tucholi, kończąc w ten sposób swoje działania na froncie zachodnim.
W czasie tych walk poległo 171 żołnierzy, a ponad 200 zostało rannych.
Pułk wszedł w skład XXIX Brygady Piechoty należącej do 15 Dywizji Piechoty Wielkopolskiej.
W grudniu 1919 batalion zapasowy pułku stacjonował w Inowrocławiu.

## Pułk w wojnie 1919–1920

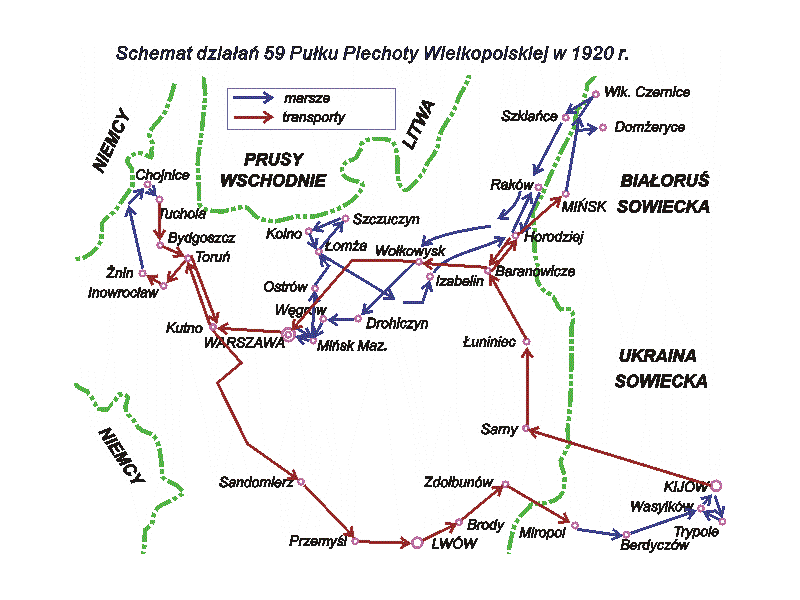
Schemat działań pułku w 1920

Jako 5 pułk Strzelców Wielkopolskich walczył na froncie wielkopolskim, a następnie wziął udział w zajęciu Pomorza. 31 stycznia 1920 roku, pułk pod dowództwem Stanisława Wrzalińskiego zajął między innymi Chojnice.
Po zajęciu Pomorza i przemianowaniu pułku na 59 pułk piechoty wielkopolskiej oraz włączeniu w skład 15 Dywizji Piechoty, pułk został skierowany na front ukraiński. Z Torunia przez Kutno, Koluszki, Przemyśl i Lwów przybył 11 marca 1920 roku w rejon Złoczów – Brody. W rejonie tym przebywał przez dwa tygodnie, prowadząc szkolenie w walkach na szerokim froncie, po czym przez Zdołbunów został przetransportowany w okolice Miropol – Sławuta, wydzielony z 15 Dywizji Piechoty i podporządkowany 13 Dywizji Piechoty. W jej składzie przejął od 44 i 25 pułku piechoty odcinek frontu nad rzeką Słuczą. Na odcinku tym odznaczył się brawurowym wypadem na miejscowość Kowaleńki, gdzie rozgromił nieprzyjaciela w sile batalionu piechoty i szwadronu kawalerii Armii Czerwonej, zdobywając 2 armaty, 6 karabinów maszynowych, ponad 40 koni, karabiny, amunicję i inny sprzęt. Przez czas pobytu nad Słuczą robił dalekie wypady rozpoznawcze.
Do 15 Dywizji Piechoty pułk powrócił 21 kwietnia a 25 kwietnia zajął pozycję koło wsi Prywietów, z której jeszcze tego samego dnia ruszył do ataku w kierunku na Berdyczów. Pierwszego dnia wyprawy kijowskiej pułk przerwał linię frontu pod Maleńcami, zdobył 5 kolejnych linii obronnych nieprzyjaciela i wdarł się na odległość 25 km w głąb terytorium wroga. 26 kwietnia wkroczył do Berdyczowa. W następnych dniach walczył zwycięsko pod Machnówką, Brodojskoje i Koziatynem i w dniu 8 maja 1920 roku wkroczył do Kijowa, gdzie na południe od miasta zajął pozycje obronne wzdłuż Dniepru. Obsadził odcinek o długości około 40 km, skąd prowadził zwiady i wypady na drugi brzeg rzeki oraz stoczył szereg potyczek z oddziałami wroga. Batalion pułku 24 maja przeprowadził brawurowy wypad na miejscowość Rżyszczew, zajmując tę miejscowość obsadzoną przez załogę w sile 800 żołnierzy. Zluzowany 25 maja przez 5 pułk piechoty Legionów i skierowany na front północny, zbiera się w Wasylkowie, skąd przez Kijów, Sarny, Łuniniec i Baranowicze dociera do Mińska 31 maja. Natychmiast zostaje skierowany na front i zajmuje pozycje w okolicach miejscowości Dziedziłowicze. W nocy z 13 na 14 czerwca, pod miejscowością Wojłowo, sforsował Berezynę w wypadzie, który miał na celu ściągnięcie większych sił nieprzyjaciela na odcinek działania pułku w ramach akcji zmylenia przeciwnika co do zamiarów dowództwa frontu. Po zaciętych bojach zdobył miejscowość Domżeryce, bronioną przez 2500. załogę. Walki trwały do 16 czerwca po czym, po wykonaniu zadania, pułk wycofał się na zachodni brzeg rzeki. Nazwa miejscowości Domżeryce i data toczonych walk została uwieczniona na chorągwi pułkowej. 
18 czerwca przeszedł do miejscowości Wielka Czernica, gdzie toczył walki pozycyjne odpierając wielokrotne ataki przeważających sił wroga, po czym 20 czerwca został zluzowany i odszedł do miejscowości Uhła.
4 lipca 1920 roku rozpoczęła się ofensywa bolszewików na froncie północnym. Pułk od 7 lipca znajdował się w odwrocie. W ciągłych i krwawych walkach nad Szczarą, Narwią, Bugiem i Liwcem, przez: Drohiczyn, Sokołów, Węgrów, Kałuszyn i Mińsk Mazowiecki doszedł pod Warszawę, gdzie ostatecznie zajął pozycje obronne na linii Michałówek – Wiązowna – Emów. Na tej pozycji pułk pozostał do czasu rozpoczęcia polskiej kontrofensywy. Pod Węgrowem pułk opuścił płk Wrzaliński, który został dowódcą XXIX Brygady a nowym dowódcą został mianowany kpt. Marceli Cerklewicz, dotychczasowy dowódca I batalionu.
17 sierpnia 1920 roku pułk ruszył do natarcia podzielony na dwie grupy operacyjne pod dowództwem mjr Matczyńskiego i kpt. Cerklewicza całością dowodził dowódca XXIX Brygady płk Stanisław Wrzaliński. Przełamał front i jeszcze tego samego dnia zajął Duchów, Brzeziny, Dębie Wielkie i Nowy Mińsk. Następnie wszedł w skład grupy pościgowej XXIX Brygady i maszerował w kierunku na: Stanisławów, Jadów, Łochów i Brok nad Bugiem. Stoczył zacięte walki pod Brokiem a następnie pod Ostrowem, gdzie wziął do niewoli ponad 1000 jeńców i zdobył dużą ilość sprzętu wojskowego.
Okrył się nieśmiertelną sławą w walkach o Łomżę w dniu 22 sierpnia, biorąc do niewoli ponad 2000 jeńców, zdobywając 9 armat, 22 karabiny maszynowe, kilka wagonów amunicji i innego zaopatrzenia. Walki o Łomżę w decydujący sposób przyczyniły się do rozbicia 3. Armii sowieckiej i otworzyły drogę na Kolno. Dowódca pułku kpt. Cerklewicz, został w dniu zdobycia miasta, odznaczony srebrnym krzyżem wojennym Orderu Virtuti Militari. Następnie przez Szczuczyn i Kolno maszerował w kierunku dawnej granicy z Prusami odcinając drogi odwrotu bolszewickim 4 i 15 Armii. Przeszedł następnie w okolice miejscowości Kleszczele na skraju Puszczy Białowieskiej i 23 września natarł w kierunku na Izabelin. Od 25 września jest w dalszym pościgu za nieprzyjacielem w kierunku: Zalewy, Dereczyn, Horodyszcze, Mir do okolic Rakowa. Po dotarciu do Rakowa pułk zatrzymał się w związku z zawarciem rozejmu i zakończeniem wojny polsko-bolszewickiej.
Ze stacji Horodziej w dniach 4 i 5 grudnia 1920 roku pułk odjechał przez: Baranowicze, Wołkowysk, Warszawę, Kutno i Toruń do Inowrocławia, który został wyznaczony jako jego garnizon. W czasie wojny polsko-bolszewickiej pułk zdobył: 15 armat, przeszło 150 karabinów maszynowych, kilka tysięcy karabinów, kilkaset koni, kilka pociągów amunicji i żywności i wziął do niewoli kilka tysięcy jeńców.
W złotej księdze pułku, za czas do końca 1920 roku, były zapisane 22 nazwiska oficerów i szeregowych udekorowanych krzyżem Orderu Virtuti Militari i 290 nazwisk odznaczonych Krzyżem Walecznych.

### Mapy walk pułku w 1920

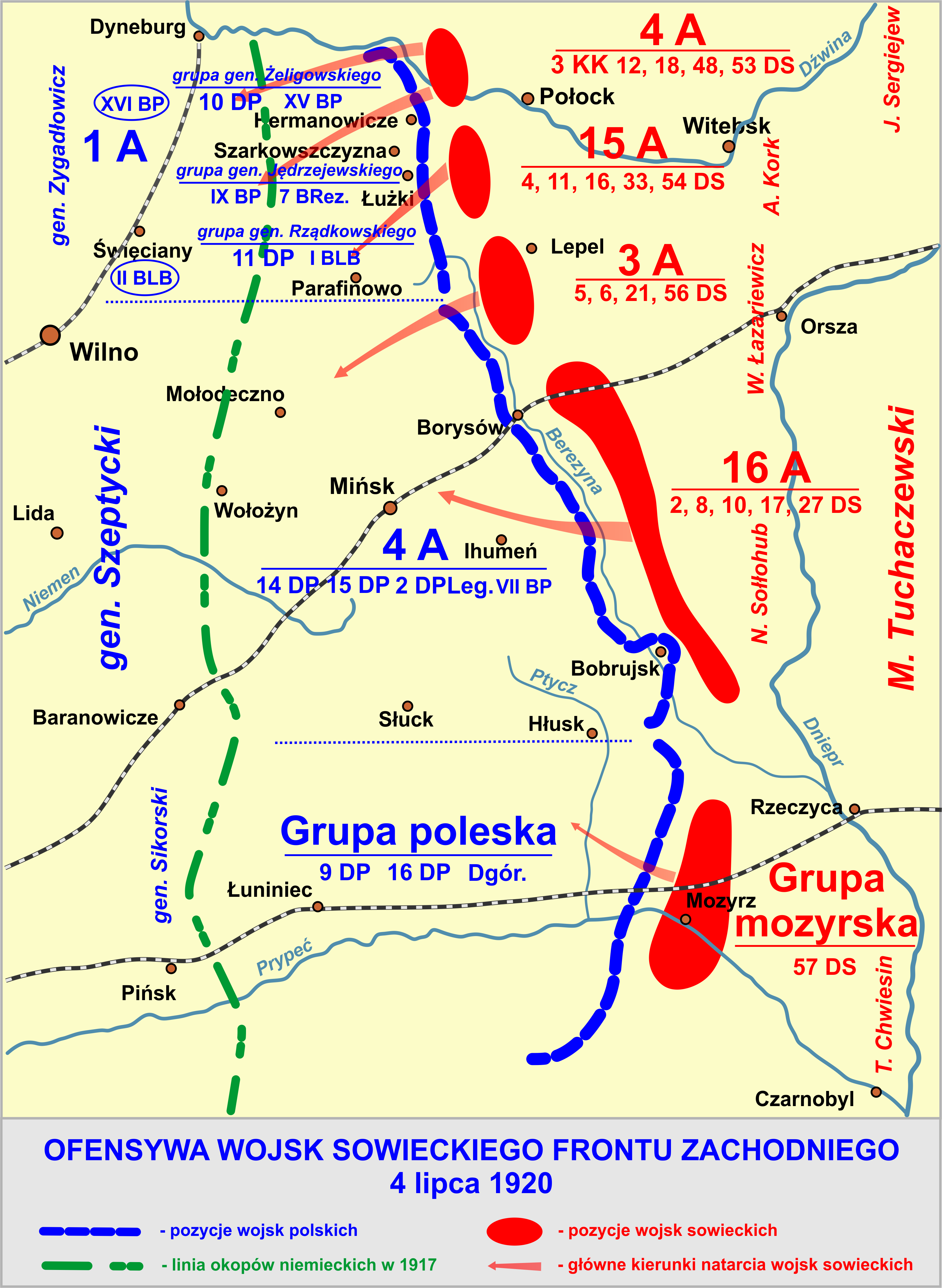
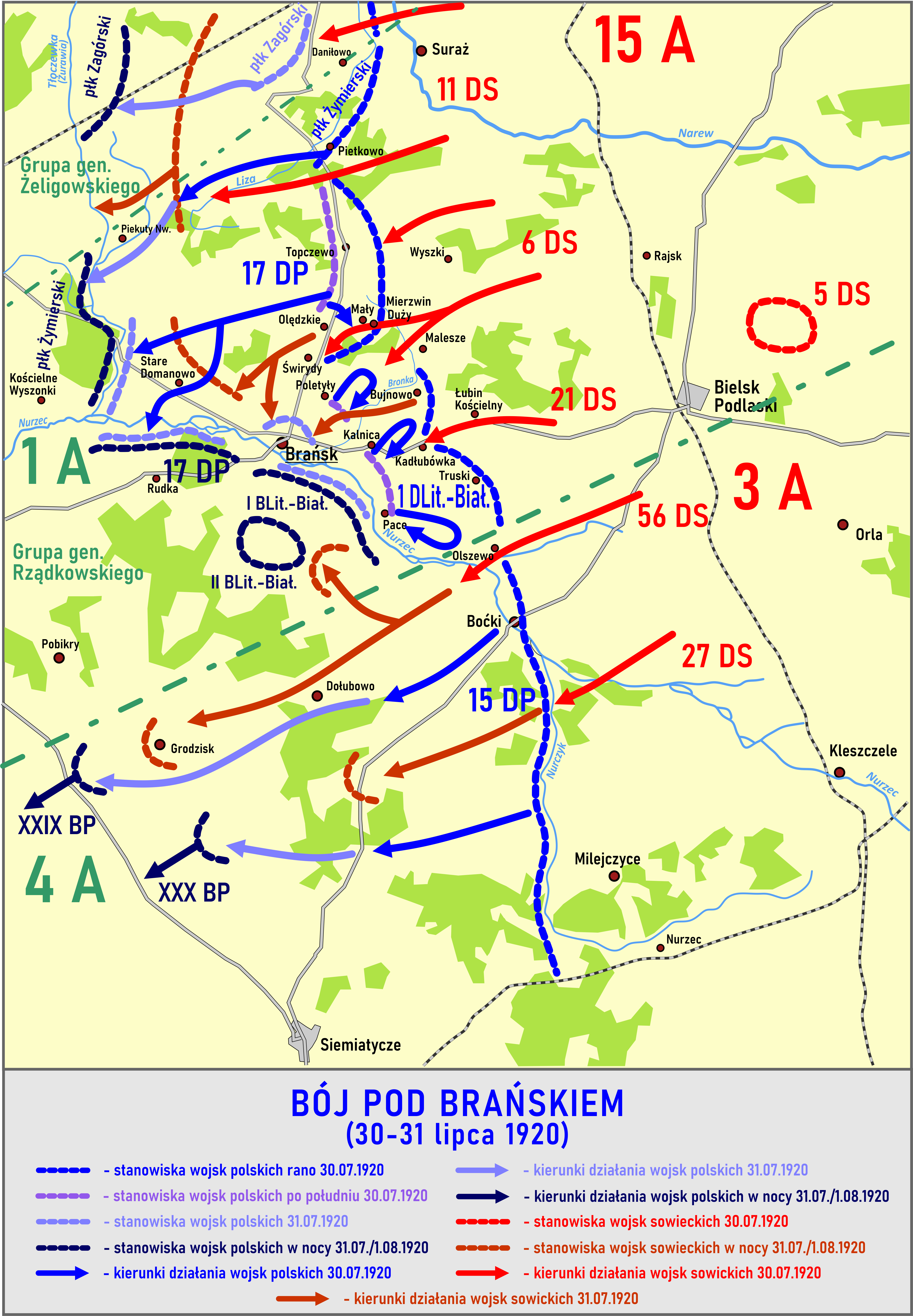
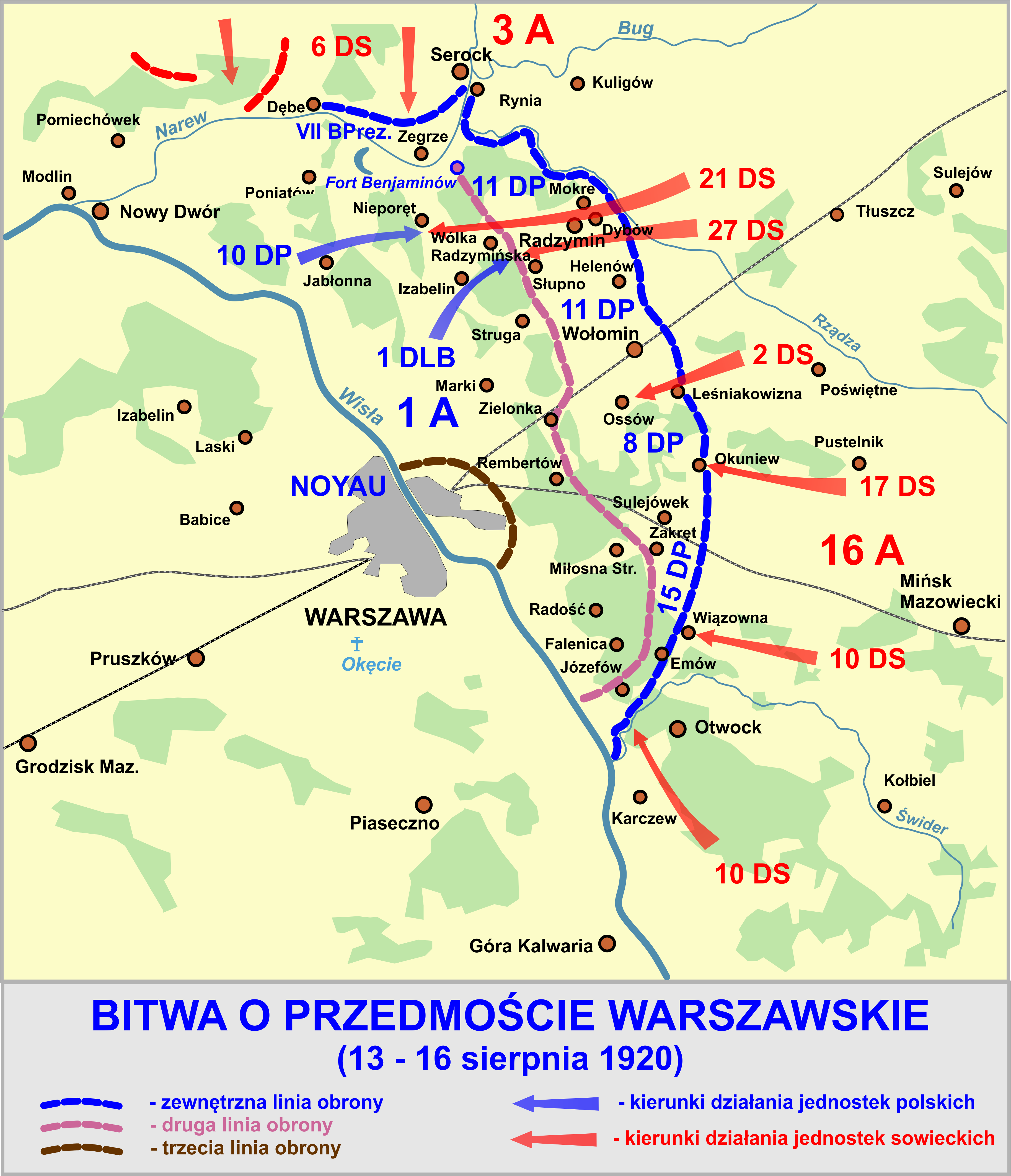
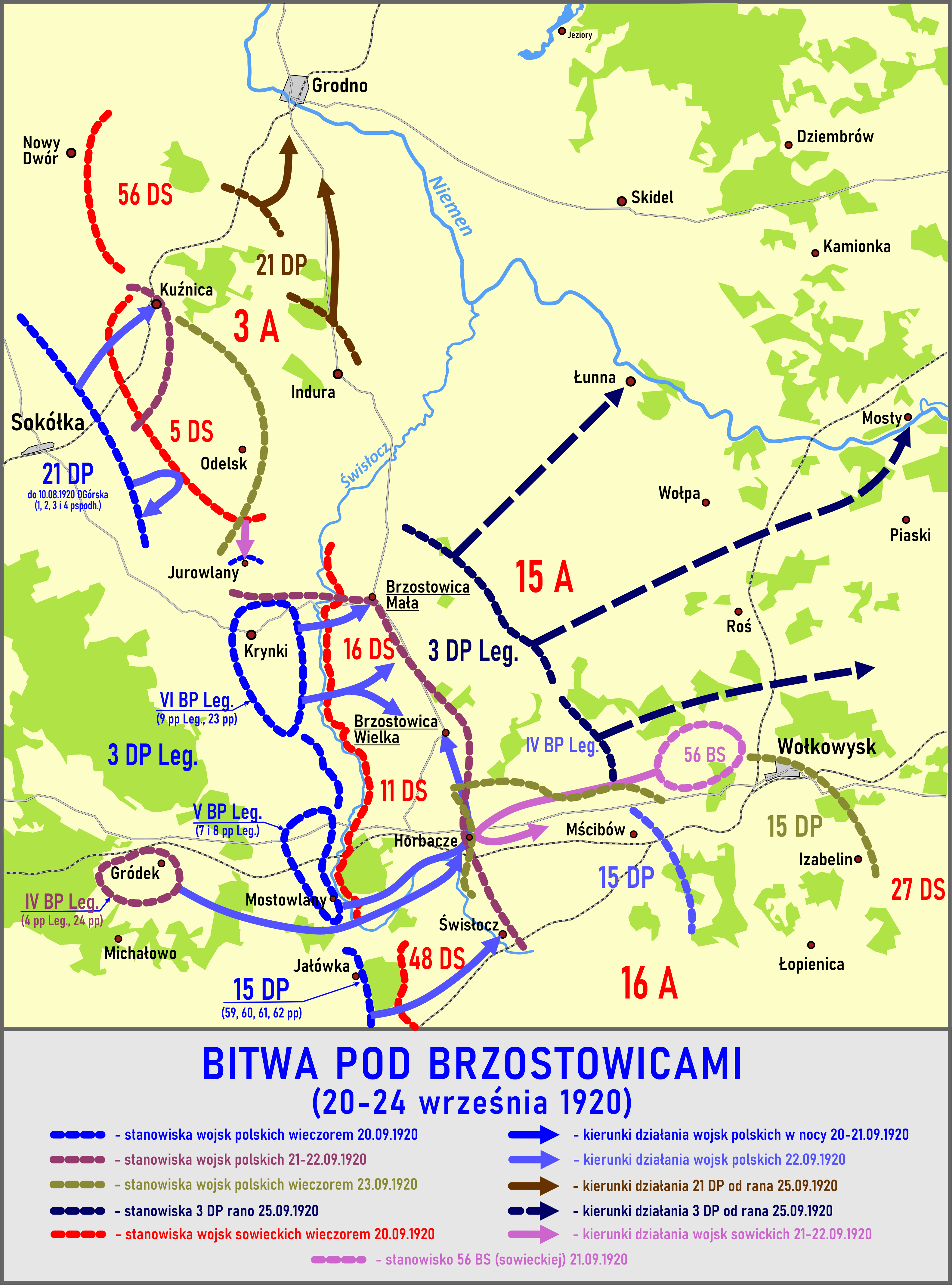
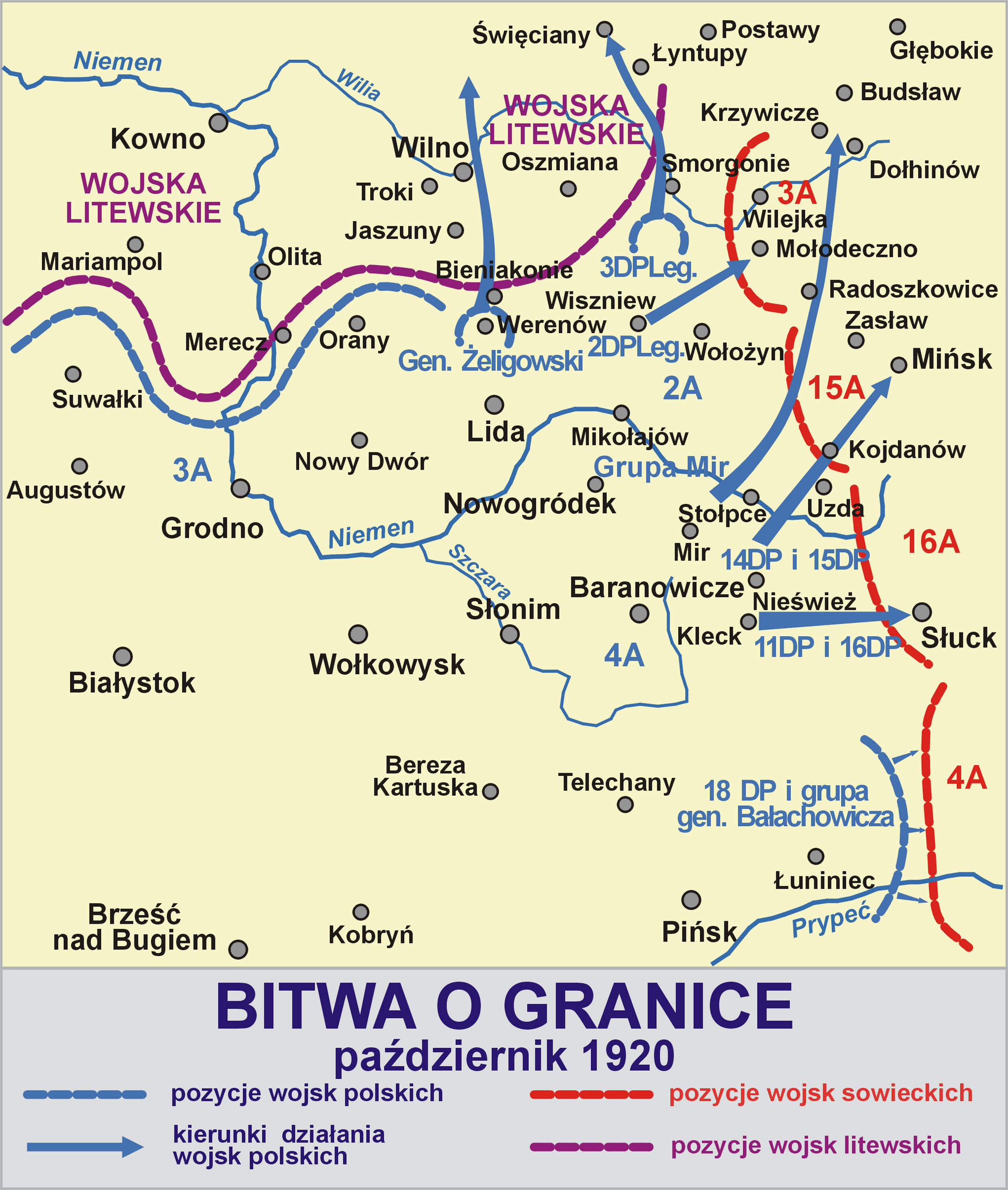

### Kawalerowie Virtuti Militari
| Żołnierze pułku odznaczeni Krzyżem Srebrnym Orderu Wojskowego Virtuti Militari za wojnę 1918–1921 | Żołnierze pułku odznaczeni Krzyżem Srebrnym Orderu Wojskowego Virtuti Militari za wojnę 1918–1921 | Żołnierze pułku odznaczeni Krzyżem Srebrnym Orderu Wojskowego Virtuti Militari za wojnę 1918–1921 |
| ------------------------------------------------------------------------------------------------- | ------------------------------------------------------------------------------------------------- | ------------------------------------------------------------------------------------------------- |
| sierż. Jerzy Bauza                                                                                | kpt. Marceli Cerklewicz                                                                           | kpt. Kazimierz Dratwiński                                                                         |
| chor. Antoni Dzwoniarek                                                                           | ppor. Leon Głowacki                                                                               | ppor. Aleksander Jakubowski                                                                       |
| por. Maksymilian Kaszyński                                                                        | kpr. Walenty Kryszak                                                                              | szer. Józef Kawczyński                                                                            |
| szer. Franciszek Kowalski                                                                         | plut. Kazimierz Lewandowski                                                                       | sierż. Marian Mańkowski                                                                           |
| sierż. Edmund Maciejewski                                                                         | por. Ignacy Nowak                                                                                 | ppor. Józef Owczarski                                                                             |
| por. Stanisław Połczyński                                                                         | plut. Andrzej Pacholski                                                                           | kpt. Edward Szmoniewski                                                                           |
| ppor. Mieczysław Słabęski                                                                         | plut. Leon Starybrat                                                                              | płk Stanisław Wrzaliński                                                                          |
| por. Izydor Włodarek                                                                              |                                                                                                   |                                                                                                   |

## Pułk w okresie pokoju

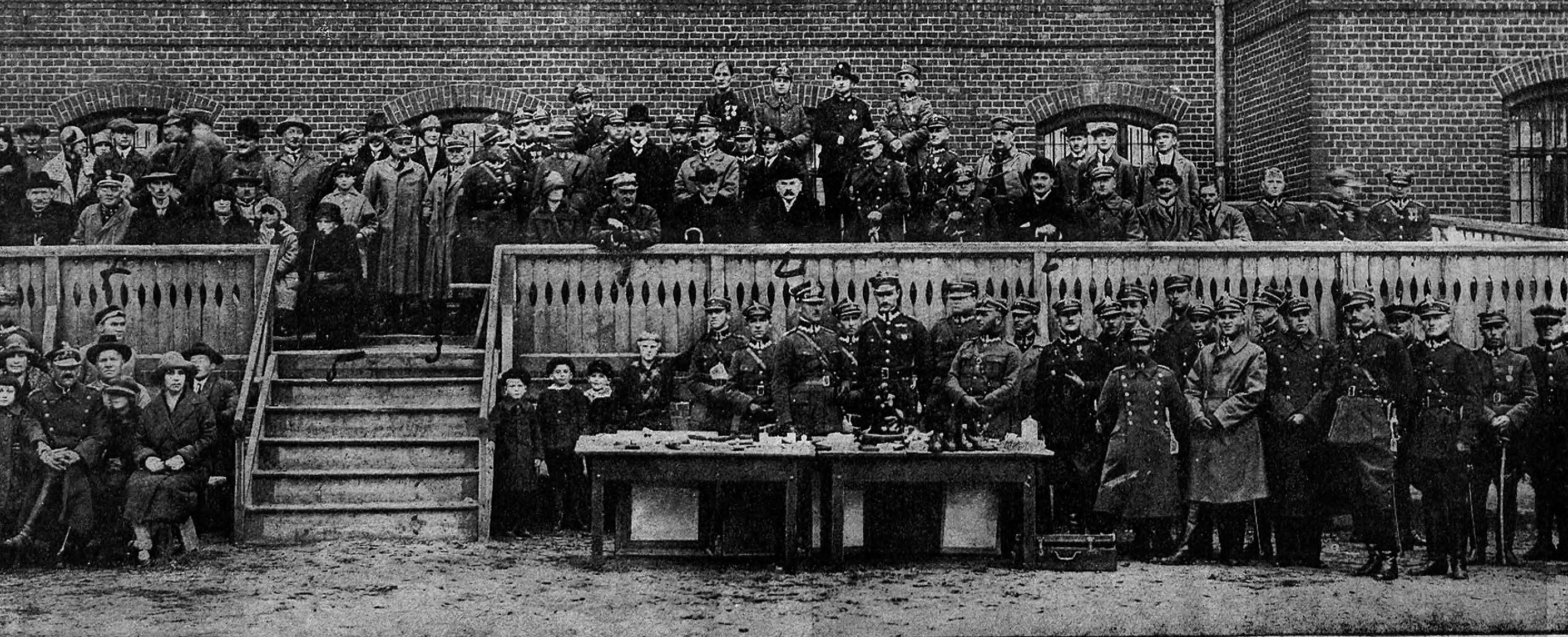
Święto pułku w 1925

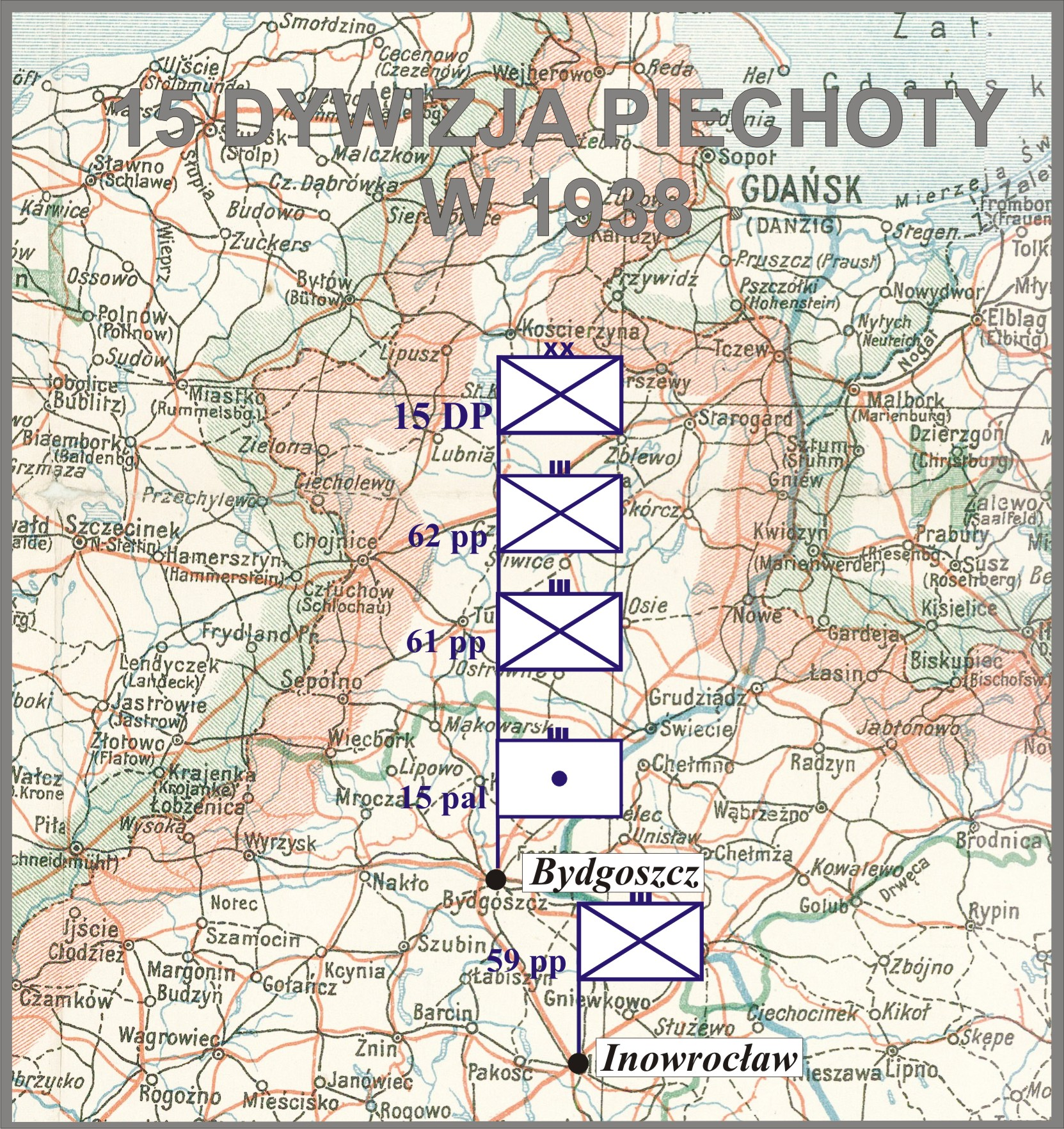
15 Dywizja Piechoty w 1938

W okresie międzywojennym pułk stacjonował w Inowrocławiu. Wchodził w skład 15 Dywizji Piechoty. Święto pułkowe obchodzono 22 sierpnia na pamiątkę zdobycia Łomży w 1920 roku.
W sierpniu 1921 59 pułk piechoty miał uczestniczyć w uroczystej demobilizacji 8 Tarnogórskiego Pułku Piechoty przetransportowanego do koszar w Inowrocławiu. W wyniku nadgorliwości służbisty z 55 pułku piechoty 13 sierpnia 1921 życie straciło dwóch już zdemobilizowanych powstańców a 15 zostało rannych.
Organizację pułku przekształcono na wzór francuski, nowe regulaminy i przepisy normowały pracę szkoleniową. Pomoc nieśli oficerowie armii francuskiej. W myśl rozkazów władz wojskowych wyznaczono specjalne godziny na szerzenie oświaty wśród żołnierzy. Analfabeci obowiązkowo uczyli się czytania, pisania i matematyki w zakresie podstawowym. W każdej kompanii zorganizowano świetlicę, w której odbywały się zajęcia szkoleniowe i odpoczynek po dniu służby. Wyposażono bibliotekę pułkową, koncertowała orkiestra pułkowa i chór złożony z oficerów, podoficerów i szeregowych, wystawiano popularne sztuki teatralne. W 1929 roku wybudowano na terenie koszar salę teatralną i wyposażono ją w urządzenia do projekcji filmów. Zorganizowano muzeum pułkowe, w którym zgromadzono pamiątki z chlubnych lat walki.
19 maja 1927 roku Minister Spraw Wojskowych marszałek Polski Józef Piłsudski ustalił i zatwierdził dzień 22 sierpnia, jako datę święta pułkowego
. Pułk obchodził swoje święto w rocznicę zwycięskiego boju o Łomżę w 1920 roku.
Na podstawie rozkazu wykonawczego Ministerstwa Spraw Wojskowych do Departamentu Piechoty o wprowadzeniu organizacji piechoty na stopie pokojowej PS 10-50 z 1930 roku, w Wojsku Polskim wprowadzono trzy typy pułków piechoty. 59 pułk piechoty zaliczony został do typu I pułków piechoty (tzw. „normalnych”). W każdym roku kierowano do niego około 610 rekrutów. Stan osobowy pułku wynosił 56 oficerów oraz 1500 podoficerów i szeregowców. W okresie zimowym posiadał batalion starszego rocznika, batalion szkolny i skadrowany, w okresie letnim zaś batalion starszego rocznika i dwa bataliony poborowych.
W pułku zorganizowano też specjalną kompanię dla opóźnionych, która szkoliła rekrutów dla potrzeb całego DOK. Żołnierze ci wcześniej z różnych przyczyn opóźnili swoje stawiennictwo w macierzystej jednostce.
W sposób szczególny troszczono się o zdrowie żołnierzy. Na początku lat trzydziestych powołano Wojskowy Klub Sportowy. Wśród kilku sekcji wyróżniała się sekcja sportów wodnych z własną przystanią w Janikowie. Na terenie koszar wybudowano boisko piłkarskie z bieżnią, boiska do gier zespołowych, uprawiano boks. Pod kierunkiem specjalistów ze Szkoły Gimnastycznej w Poznaniu żołnierze odbywali codzienne godzinne ćwiczenia. Na bardzo wysokim poziomie stało wyszkolenie strzeleckie. Kpr. Świątek brał udział w Igrzyskach Olimpijskich w Paryżu w 1924 roku, gdzie zespół polski zajął w strzelaniu 7. miejsce drużynowo, a Świątek indywidualnie zajął 26. miejsce na 200 startujących. Ponad 80 procent żołnierzy posiadało odznakę sportową. Oficerowie uprawiali jazdę konną, szermierkę, pływanie, narciarstwo. Pułk organizował dywizyjne kursy podchorążych rezerwy.
Korpus oficerski korzystał z wykładów prowadzonych przez Towarzystwo Wiedzy Wojskowej. Dla podoficerów utworzono kursy dokształcające w zakresie 4. i 6. klasy szkoły średniej, na których wykładowcami byli oficerowie i nauczyciele inowrocławskich szkół.
Wielka życzliwość i sympatia społeczeństwa, wynikająca z przeświadczenia, że pułk utworzono z mieszkańców Kujaw i je wyzwalał, towarzyszyła zawsze żołnierzom. Wyrazem tej sympatii  było ufundowanie nowego sztandaru, który wręczył dowódcy pułku w  sierpniu 1924 roku, Prezydent Rzeczypospolitej Stanisław Wojciechowski.
Wyrokiem Sądu Okręgowego nr VI w trybie doraźnym na sesji wyjazdowej w Toruniu z 17 lipca 1936 strzelec pułku Willi Lippke został skazany na karę śmierci za szpiegostwo, a wyrok przez rozstrzelanie został wykonany dzień później w Toruniu.
W 1937 roku Rada Miejska Inowrocławia nadała „Pułkowi Dzieci Kujaw” honorowe obywatelstwo miasta.
| Obsada personalna i struktura organizacyjna w marcu 1939 | Obsada personalna i struktura organizacyjna w marcu 1939 |
| Stanowisko                                               | Stopień, imię i nazwisko                                 |
| Dowództwo                                                | Dowództwo                                                |
| -------------------------------------------------------- | -------------------------------------------------------- |
| dowódca pułku                                            | płk piech. Bolesław Mirgałowski                          |
| I zastępca dowódcy pułku                                 | ppłk dypl. Michał Talikowski                             |
| adiutant                                                 | kpt. Marian Józef Mozirer                                |
| starszy lekarz                                           | mjr lek. dr Rajmund Hrynkiewicz-Moczulski                |
| młodszy lekarz                                           | vacat                                                    |
| oficer placu Inowrocław                                  | kpt. Angelo Ernest                                       |
| II zastępca dowódcy pułku                                | ppłk Antoni Kaczmarczyk                                  |
| oficer mobilizacyjny                                     | kpt. Lisiogórski Karol Józef                             |
| zastępca oficera mobilizacyjnego                         | por. adm. (piech.) Grygiel Antoni                        |
| oficer administracyjno-materiałowy                       | kpt. Łęcki Władysław Józef                               |
| oficer gospodarczy                                       | kpt. int. Czapiewski Franciszek                          |
| oficer żywnościowy                                       | chor. Gałęzowski Józef                                   |
| oficer taborowy                                          | kpt. tab. Popek Stefan I                                 |
| kapelmistrz                                              | por. adm. Mieczysław Grafka                              |
| I batalion                                               |                                                          |
| dowódca I baonu                                          | mjr Mieczysław Wojciech Skonieczny                       |
| dowódca 1 kompanii                                       | kpt. Olchowski Michał                                    |
| dowódca plutonu                                          | ppor. Zboromirski Czesław                                |
| dowódca plutonu                                          | ppor. Dudziak Roman                                      |
| dowódca 2 kompanii                                       | kpt. Trojan Franciszek Leonard                           |
| dowódca plutonu                                          | por. Rydzewski Władysław                                 |
| dowódca plutonu                                          | por. Wanat Stanisław Franciszek                          |
| dowódca plutonu                                          | ppor. Kowalski Tadeusz Kasper                            |
| dowódca 3 kompanii                                       | vacat                                                    |
| dowódca plutonu                                          | ppor. Rysy Władysław Roman                               |
| dowódca 1 kompanii km                                    | por. Janowski Stanisław                                  |
| dowódca plutonu                                          | chor. Manikowski Marian                                  |
| II batalion                                              |                                                          |
| dowódca II baonu                                         | mjr Lucjan Andrzej Bełdowski                             |
| dowódca 4 kompanii                                       | kpt. Kocyłowski Marian Franciszek                        |
| dowódca plutonu                                          | ppor. Walczak Jan Józef                                  |
| dowódca plutonu                                          | ppor. Bernatowicz Władysław                              |
| dowódca 5 kompanii                                       | kpt. Szejnert Stefan Władysław                           |
| dowódca plutonu                                          | ppor. Tomana Franciszek                                  |
| dowódca plutonu                                          | ppor. Denis Kazimierz                                    |
| dowódca 6 kompanii                                       | kpt. Budrewicz Gwidon                                    |
| dowódca plutonu                                          | por. Aleksiński Franciszek                               |
| dowódca plutonu                                          | ppor. Kuśnierz Jan Mieczysław                            |
| dowódca 2 kompanii km                                    | por. Stolarczyk Władysław Michał                         |
| dowódca plutonu                                          | chor. Badyna Franciszek                                  |
| III batalion                                             |                                                          |
| dowódca III baonu                                        | mjr Wilhelm Piotr Hamberger                              |
| dowódca 7 kompanii                                       | kpt. Kuźmiński Antoni                                    |
| dowódca plutonu                                          | ppor. Kuliga Kazimierz                                   |
| dowódca 8 kompanii                                       | kpt. Sztuka Franciszek                                   |
| dowódca plutonu                                          | chor. Kwaśnicki Wojciech                                 |
| dowódca 9 kompanii                                       | kpt. Miniewski Kazimierz                                 |
| dowódca plutonu                                          | por. Władysław Dzierżyński                               |
| dowódca plutonu                                          | por. Lewandowski Kazimierz                               |
| dowódca plutonu                                          | ppor. Łukasik Edmund Jan                                 |
| Pododdziały specjalne                                    |                                                          |
| dowódca plutonu łączności                                | por. Czarnecki Adam                                      |
| dowódca plutonu pionierów                                | por. Lajourdie Stefan Hieronim                           |
| dowódca plutonu artylerii piechoty                       | por. art. Florenty Orzeszko                              |
| dowódca plutonu ppanc.                                   | ppor. Wiewiórski Bernard                                 |
| dowódca oddziału zwiadu                                  | ppor. Duszyński Jan                                      |
| Kurs                                                     | por. Eugeniusz Kosiacki                                  |
| Kurs                                                     | ppor. Wiesław Julian Jakubowski                          |

## 59 pp w kampanii wrześniowej

### Mobilizacja pułku
W związku z narastającymi zagrożeniem polityczno-wojskowym ze strony III Rzeszy Niemieckiej, 23 marca 1939 w wyznaczonych jednostkach Okręgów Korpusów nr IX i częściowo nr IV zarządzono mobilizację alarmową. Na terenie OK nr VIII jako przygranicznego również zwiększono gotowość bojową poprzez powołanie części rezerwistów na dodatkowe ćwiczenia, zwiększając przy tym stany osobowe jednostek piechoty w rejonach pogranicznych. Rozkazem dowódcy OK VIII również wzmocnienie stanów osobowych dotyczyło 59 pułku piechoty jak i całej 15 Dywizji Piechoty. Wzmocnienie odbyło się drogą rotacyjnego powołania rezerwistów na kilkutygodniowe ćwiczenia. Zorganizowano jako „ćwiczebne” na etatach wojennych batalion piechoty, pluton kolarzy, pluton pionierów, pluton przeciwpancerny i jeden działon artylerii piechoty. Powołane na etatach wojennych pododdziały wykorzystywano głównie do budowy fortyfikacji polowych na planowanych pododcinkach obrony przewidzianych dla 59 pp. Prowadzono również szkolenie rezerwistów z nowymi typami broni wprowadzonymi w ostatnim okresie. Od połowy kwietnia prace fortyfikacyjne prowadził pluton pionierów 59 pp w rejonie miejscowości Drzewce i Lisi Ogon, pod koniec czerwca prace pionierów wsparła 5 kompania strzelecka 59 pp, która wykonała trzy drewniane schrony bojowe. Od początku lipca do początków sierpnia w tym rejonie do prac włączono cały I batalion 59 pp. Od 8 sierpnia w rejonie wsi Murowańca nad Notecią budował umocnienia polowe III batalion 59 pp. 23 sierpnia do garnizonu pułku w Inowrocławiu powróciły wszystkie pododdziały.   
24 sierpnia o godz. 5.00 w garnizonie Inowrocław rozpoczęto w 59 pp mobilizację alarmową. Pułk był jednostką mobilizującą. Zgodnie z planem „W” zmobilizował w grupie niebieskiej:
- kompanię asystencyjną nr 209, w czasie A+24,
- 59 pułk piechoty (na etatach i o organizacji wojennej), w czasie od A+24 do A+48,
- kolumnę taborową nr 809, w czasie A+50,
- kolumnę taborową nr 810, w czasie A+52,
- batalion karabinów maszynowych i broni towarzyszących nr 6, w czasie A+54,

W I rzucie mobilizacji powszechnej do 4 dnia mobilizacji zmobilizowano:
- baon marszowy 59 pp,
- baon marszowy 64 pp,
- baon marszowy 65 pp,
- uzupełnienie marszowe kompanii kolarzy nr 83[15]

I batalion był mobilizowany na terenie koszar pułku, po jej zakończeniu zajął kwatery przy ul. Solankowej w mieście. II batalion mobilizował się w gmachu gimnazjum w Inowrocławiu, pododdziały specjalne pułku mobilizowały się w pobliskich majątkach. III batalion po przybyciu koleją do koszar uzupełnił swoje stany osobowe i wyposażenie w koszarach pułku. Czynności mobilizacyjne pułku odbyły się planowo, stawiennictwo było wzorowe. 6 batalion km i br. tow. mobilizował się w dworach Orłowo i Gnojno koło Inowrocławia. 27 sierpnia 1939 pułk osiągnął gotowość marszową. O godz. 19.00  59 pp i 6 b km i br. tow. wyruszyły w kierunku Bydgoszczy. W Jaksicach odprawiono nabożeństwo i pułk złożył przysięgę. Nad ranem 28 sierpnia pułk zajął rejony wyczekiwania: dowództwo pułku w rejonie Smukała, Opławiec, I/59 pp rejon Żołędowa i okolicznych lasach, II/59 pp w Niemcz i lasy Niemcz, 6 b km i br. tow. w Prądy, Miedzyń. III/59 pp odłączył się od pułku w Złotnikach Kujawskich i wyruszył w rejon Murowaniec, Drzewce, Występ, Gorzeń, gdzie wcześniej prowadził prace przy umocnieniach polowych. W osiągniętych rejonach pułk prowadził dalsze prace organizacyjne i szkolenia zgrywające pododdziały pułku. 31 sierpnia 59 pułk i 6 batalion km i br. tow. otrzymały rozkaz zajęcia pozycji obronnych. 

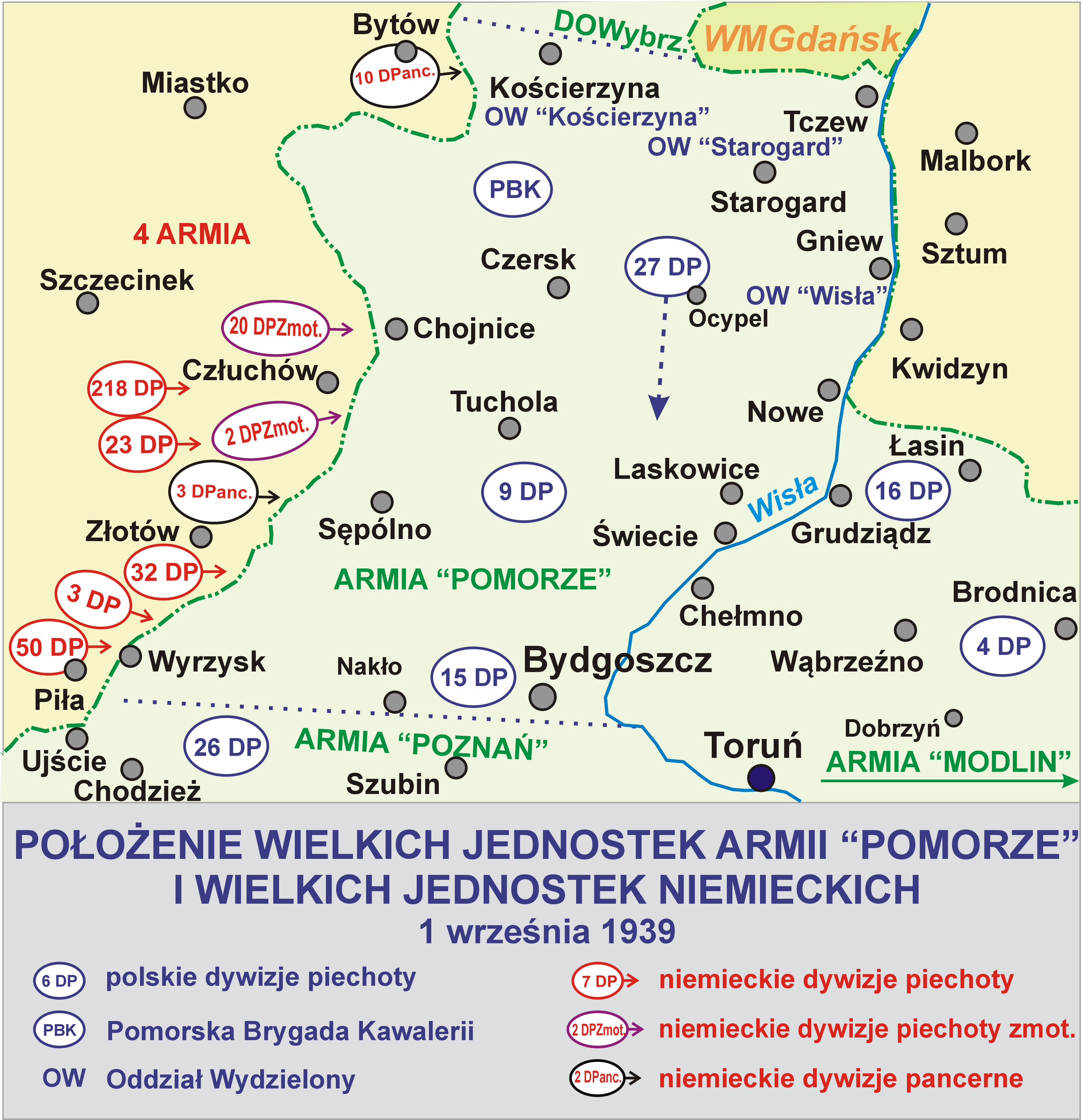
Pułk walczył w składzie 15 DP

### Działania bojowe pułku

Bój o przedmoście bydgoskie

W 1939 w pułk walczył w składzie 15 Wielkopolskiej Dywizji Piechoty, wchodzącej w skład Armii „Pomorze”. 

#### Walki osłonowe w rejonie Bydgoszczy
O świcie 1 września 1939 59 pułk piechoty bez III batalionu zajął stanowiska w lesie na północny zachód od miejscowości Smukała jako odwód dowódcy 15 DP gen. bryg. Zdzisława Przyjałkowskiego na przedmościu bydgoskim. III batalion wszedł w skład Oddziału Wydzielonego „Tur”, obsadzając pozycję przesłaniania od Nakła przez Paterek i Występ do Gorzenia. III/59 pp ugrupował się z wysuniętą 9 kompanią strzelecką do Gorzenia i Występu, która broniła przejść przez Kanał Bydgoski i 7 kompanią strzelecką w rejonie lasu na południe od miejscowości Występ. Główne siły III batalionu w rejonie miejscowości Murowaniec. 6 batalion karabinów maszynowych i broni towarzyszących wszedł w bezpośrednie podporzadkowanie dowódcy dywizji. 1 września 59 pp nie miał styczności bojowej z nieprzyjacielem. 2 września ze względu na przełamanie obrony 22 pułku piechoty 9 Dywizji Piechoty w rejonie jezior byszewskich, dowódca 15 DP skierował odwodowy 59 pp bez III/59 pp w kierunku jezior byszewskich celem zajęcia obrony. Dowódca 59 pp realizując rozkaz zamknął II batalionem szosę Koronowo-Bydgoszcz, z pozostałymi siłami podjął marsz w kierunku jezior byszewskich. Po osiągnięciu Gogolina ustalono, że linia obrony na północ od Byszewa nie istnieje, oddziały niemieckie wykonują pościg w kierunku wschodnim za wycofującymi się oddziałami WP. W trakcie marszu II/59 pp był bombardowany przez lotnictwo niemieckie ponosząc niewielkie straty. Wysłane jako wsparcie dla pułku, 5 i 6 baterie 15 pułku artylerii lekkiej nie nawiązały kontaktu z 59 pp. Z uwagi na zaistniałą sytuację w godzinach wieczornych 59 pp został skierowany do zajęcia stanowisk obronnych w północnej części przedmościa bydgoskiego. 59 pp bez III batalionu, wzmocniony batalionem ON „Bydgoszcz”, 82 kompanią kolarzy i wsparty III dywizjonem 15 pal zajął obronę na odcinku: tory kolejowe-południowy skraj jeziora Borówno-Borówno-Gądacz.   
Nocą 2/3 września dowódca III batalionu rozkazał dwóm plutonom 9 kompanii strzeleckiej dokonanie wypadu do Nakła, w którym stwierdzono obecność oddziałów niemieckich. Również nocą szosą gdańską wycofywały się częściowo zdezorganizowane oddziały 27 Dywizji Piechoty z korytarza pomorskiego. Oddziały te miały w nocy zluzować zgrupowanie 59 pp, lecz do godz. 8.00 3 września jedynie niekompletny 23 pułk piechoty 27 DP obsadził odcinek od Wisły do szosy gdańskiej. Ze względu na powyższe 59 pp nadal pozostał na zajmowanym odcinku. I/59 pp zajmował stanowiska obronne na pododcinku Strzelce Dolne-Strzelce Górne, II/59 pp w rejonie Osielska, a III/59 pp jak poprzednio na linii Paterek-Występ-Potulice. O godz. 4.45 niemiecki zmotoryzowany pododdział rozpoznawczy zaatakował stanowiska 9 kompanii strzeleckie nad Kanałem Bydgoskim w miejscowości Występ, po wymianie ognia pododdział niemiecki wycofał się za Kanał Bydgoski. W godzinach popołudniowych stanowiska 59 pp zostały zaatakowane przez niemiecki oddział piechoty. Kontratak I/59 pp ze wsparciem 7 baterii 15 pal powstrzymał niemieckie natarcie na tym kierunku i spowodował zaniechanie dalszych działań zaczepnych na tym kierunku prowadzonych przez siły niemieckie. Z uwagi na przełamanie obrony 23 pp na północnym odcinku przedmościa bydgoskiego podjęto decyzję o odwrocie z zajmowanych stanowisk obronnych.      
W nocy 3/4 września 59 pp (bez III/59 pp) podjął marsz odwrotowy przez Niemcz, Myślęcinek, koło stacji pomp w Bydgoszczy, ul. Sporną przeszedł na południowy brzeg Brdy i skierował się w rejon Żółwin, Wypaleniska, celem zorganizowania tam obrony. Rano 4 września I/59 pp obsadził pododcinek od ul. Spornej w Bydgoszczy do Łęgnowa, II/59 pp i pododdziały specjalne zajęły rejon Żółwin-Wypaleniska. We wczesnych godzinach rannych pozycje III/59 pp i 86 batalionu piechoty zostały ostrzelane przez artylerię niemiecką, a następnie niemiecka piechota przystąpiła do forsowania Noteci w rejonie Nakła, niemiecka próba forsowania rzeki została udaremniona. Po opuszczeniu Bydgoszczy 15 DP zajęła obronę na południe od Bydgoszczy osłaniając kierunki na Solec Kujawski, Inowrocław i Toruń, zajmując trzy odcinki obrony. Odcinek północny pod komendą dowódcy piechoty dywizyjnej 15 DP płk. Albina Skroczyńskiego, zajął 59 pp bez III batalionu, 22 pp, batalion ON „Bydgoszcz”, 6 batalion km i br. tow. (bez dwóch kompanii) II/15 pal i II dywizjon 9 pułku artylerii lekkiej oraz 2 bateria 11 dywizjonu artylerii konnej. Odcinek północny bronił kierunku na Solec Kujawski i dalej do Torunia. III batalion 59 pp przeszedł do odwodu dowódcy dywizji w rejonie leśniczówki Łążyn. Następnie III/59 pp osłaniał odejście 61 pułku piechoty chroniąc mosty w Murowańcu i w Rynarzewie. Po osłonie odwrotu 61 pp, po godz. 20.00 batalion został ostrzelany przez dywersantów niemieckich w rejonie Rynarzewa i Bydgoszczy.          
Od godzin porannych 5 września 59 pp organizował obronę na wyznaczonym odcinku. Odcinek wyznaczony dla 59 pp, do obrony był od Otorowa, poprzez Żółwin do Kobyle Błota, Pułk zamykał kierunek na Solec Kujawski. Główny odcinek pułku wzdłuż drogi leśnej Otorowo-Żółwin-Kobyle Błota bronił I/59 pp bez 3 kompanii strzeleckiej i II/59 pp. 3 kompania strzelecka zajęła obronę na skraju lasu Wypaleniska z zadaniem zabezpieczenia i zamknięcia drogi Bydgoszcz-Wypaleniska. Pułk wystawił ubezpieczenia przed własne linie obrony. II/15 pal zajął stanowiska ogniowe w rejonie Otorowo, Łęgnów. W odwodzie pułku został rozmieszczony batalion ON „Bydgoszcz” z miejscem postoju we wschodniej części Wypalenisk. Wieczorem niemiecki oddział rozpoznawczy odrzucił czatę pułku w rejonie Czerska Polskiego nad Brdą. 6 września rano niemiecka 50 DP wykonała natarcie na pozycje 15 DP. Na odcinku północnym na stanowiska 59 pp uderzył niemiecki 121 pp  z rejonu Czersko Polskie, Łęgnów, na odcinek obrony zajmowany przez I/59 pp w rejonie Otorowo-Piątnowo. Około godz. 16.00 niemiecki 121 pp przełamał obronę polskiego prawego skrzydła i zajął Otorowo. Poprowadzony kontratak batalionu ON „Bydgoszcz” osobiście przez płk. Bolesława Mirgałowskiego, doprowadził do odrzucenia oddziałów niemieckich na stanowiska wyjściowe. Skutecznego wsparcia artyleryjskiego udzielił II/15 pal. Po zakończeniu walk zgodnie z rozkazem dowódcy Armii „Pomorze” 15 DP rozpoczęła odchodzenie w kierunku południowym. 59 pp bez III batalionu wraz z 6 b km i br. tow. o godz. 21.00 zgodnie z rozkazem dowódcy 15 DP rozpoczął odwrót poprzez Osiek Wielki, Gniewkowo do Służewa.          

#### Walki odwrotowe na Kujawach
7 września o godz. 1.30 III batalion 59 pp wyruszył jako straż tylna dywizji z lasów Łążyn, maszerował za 62 pułkiem piechoty. W trakcie marszu rano 7 września został ostrzelany przez dywersantów niemieckich we wsi Jezuicka Struga. Natarcie 7 kompanii strzeleckiej wyparło grupę dywersyjną ze wsi Jezuicka Struga. Dalszy marsz prowadzono przez Rojewo, osiągając o godz. 1.00 dwór Wierzbiczany. 59 pp bez III/59 pp wraz z 6 b km i br. tow. przed południem osiągnął miejscowości Dąbie, Zajezierze, Suchatówka. Wieczorem 15 DP podjęła kolejny marsz odwrotowy. O godz. 20.00 wyruszył III/59 pp do Dąbrowy Biskupiej, osiągnął o godz.8.00 8 września wieś Zrębowa w pobliżu Dąbrowy Biskupiej. 59 pp (bez III/59 pp) wraz z 6 bkm i br. tow. dotarł w rejon Chlewiska, Straszewo w pobliżu Służewa. O godz. 16.30 w pobliże stanowisk 1 kompanii strzeleckiej dotarł niemiecki zmotoryzowany oddział rozpoznawczy z pojazdami pancernymi, dzięki silnemu i skutecznemu ostrzałowi przez haubice III/15 pal ze stanowisk ogniowych w rejonu Zakrzewa oddział ten odrzucono. 
Wobec planowanego uderzenia Armii „Poznań” i włączenia do uderzenia części sił Armii „Pomorze”, dla 15 Dywizji Piechoty wyznaczono zadanie osłony uderzenia sił głównych obu armii od północy, przed natarciem oddziałów niemieckiej 4 Armii. Zgodnie z rozkazem dowódcy Armii „Pomorze” gen. dyw. Władysława Bortnowskiego 15 DP podjęła marsz w rejon Brześcia Kujawskiego. 59 pp (bez III batalionu) wraz z II dywizjonem 15 pal i 6 b km i br. tow. podjął marsz w dwóch kolumnach. Pierwsza kolumna przemieszczała się po trasie: kolonia Sroczki, Gosławice, Kamieniec, Ujma Duża, Bądkowo, kolonia Wysocinek, dwór Bachorka, dwór Falborz. Druga kolumna przemieszczała się po trasie: Seroczki, Gęsin, Siniarzewo, Ujma Mała, folwark Krotoszyn, kolonia Miechowice, Romocinek. III/59 pp maszerował samodzielnie po trasie: Sędzin, Kuczkowo, Smarzewo, dwór Ujma, dwór Wysocin, Bachórka, Kuczma. 15 DP zajęła obronę na linii Brześć Kujawski-Lubraniec. Rano 9 września 59 pp wraz z 6 batalionem km i br. tow. wsparty II/15 pal zajął stanowiska na odcinku Miechowice-Kuczyna-Kąkowa Wola, w Kuczynie do pułku dołączył działający dotąd oddzielnie III batalion pułku. W nocy 9/10 września 15 DP dokonała przegrupowania w kierunku południowym, gdzie miała zająć rubież obrony na odcinku Chodecz-Lubień-Szczutkowo. Realizując powyższe 59 pp wraz z 6 b km i br. tow. i II/15 pal podjął marsz przez Kraskowo, dwór Smulsk, Kruszyn, Nakanowo, dwór Wilkowiczki, dwór Rzeżowo. W godzinach porannych 10 września 59 pp dotarł do Śmiłowic, III batalionem obsadził odcinek Krukówek-Jarantowiczki-folwark Wilkowice. Pozostała część pułku odpoczywała, uzupełniano żywność i amunicję, porządkowano szeregi, naprawiano i czyszczono sprzęt i broń. W Śmiłowicach odprawiono nabożeństwo polowe.    
Od rana 11 września 59 pp organizował obronę w Śmiłowicach, Krukowie i Kuźnicach. I/59 pp obsadził obronę w Kuźnicach, II/59 pp w Śmiłowicach, III/59 pp bez 9 kompanii strzeleckiej w odwodzie w rejonie dworu Wilkowiczki. 6 b km i br. tow. wzmocniony 9 kompanią strzelecką w folwarku Krukowo i Krukówku. Około godz. 10.00 niemiecki 121 pp ze składu 50 DP wykonał natarcie rozpoznawcze wsparte artylerią na stanowiska 59 pp, które odparto bez większych trudności. Do końca dnia pułk nie prowadził walk. 12 września pododdziały 59 pp prowadziły działania rozpoznawcze podchodzących oddziałów niemieckich, pluton ppor. Edwarda Borsza 3 kompanii strzeleckiej patrolujący przedpole rozbił niemiecki oddział rozpoznawczy na drodze Szatki-Skibice. O godz. 15.00 na stanowiska 59 pp natarcie wykonała niemiecka 50 DP, na Kuźnice uderzył batalion piechoty ze składu 121 pp, a na Śmiłowice natarcie wykonały dwa bataliony niemieckiego 123 pp. Po zaciętej walce na bliskie odległości przy wydatnym wsparciu II dywizjonu 15 pal, bataliony I i II natarcie niemieckie odparły. Po zmroku na rozkaz dowódcy dywizji 59 pp oderwał się od nieprzyjaciela i rozpoczął dalszy marsz odwrotowy.        

#### Udział w bitwie nad Bzurą
Nocą 12/13 września 59 pp wraz z 6 bkm i br. tow. i III/15 pal wykonał marsz poprzez: Kępa Szlachecka, Kłóbka, Modlibórz, Lubień, Wola Olszowa, dwór Pomorzany do lasu na wschód od wsi Łanięta. Pułk pod osłoną lasów dokonał przegrupowań, dowództwo pułku stacjonowało w dworze Pniewo, III batalion w dworze Sokołów, reszta pułku w Lesie Sokołowskim. 15 DP wraz z 27 DP, Zgrupowaniem Obrony Narodowej płk. Stanisława Siudy i OW ppłk. Maliszewskiego weszła w skład Grupy Operacyjnej gen. bryg. Michała Tokarzewskiego-Karaszewicza. Ze względu na niepowodzenie oddziałów polskich mających zlikwidować niemiecki przyczółek na Wiśle w rejonie Płocka i Radziwia, 15 DP otrzymała rozkaz wsparcia natarcia na ten przyczółek i jego likwidację.           

##### Bój pod Dobrzykowem
O godz.21.30 13 września 59 pp wyruszył w kierunku Gąbina poprzez Sierakówek, Anielin, Szczawian Kościelny, II/59 pp w nocy został załadowany na samochody ciężarowe i przewieziony w okolice Gąbina. 14 września około godz.13.00 59 pp bez II/59 pp dotarł do Lasu Gąbińskiego koło dworu Koszelew, dowództwo pułku stanęło w Gąbinie. Dołączył tez II/15 pal mający wspierać w walce pułk. Na zachód od Gąbina zajął stanowiska ogniowe 15 dywizjon artylerii ciężkiej. 59 pp miał rozkaz zająć stanowiska na skraju lasu na północny wschód od Gąbina pomiędzy wsiami Grabie Nowe i Grabie Polskie. O godz.16.00 59 pp miał rozpocząć natarcie I i III batalionami w pierwszym rzucie natarcia i II batalionem w drugim rzucie, w kierunku Dobrzykowa. Bataliony maszerując na stanowiska wyjściowe pobłądziły z uwagi na brak map. Do natarcia o godz. 16.00 przystąpił jedynie III batalion, I batalion wyszedł dopiero przed zmrokiem. Jako czołowe przystąpiły do ataku w III/59 pp 7 i 8 kompanie strzeleckie mające atakować Dobrzyków frontalnie, 9 kompania strzelecka miała oskrzydlić Dobrzyków z prawej strony. Początkowo natarcie postępowało bez problemów schodząc z osi w prawo, po skorygowaniu kierunku dostało się po silny ostrzał niemieckiej artylerii i broni maszynowej. Pomimo dużych strat w III/59 pp udało się zepchnąć niemieckie ubezpieczenia z przedpola. Wspierająca natarcie kompania zwiadu doszła na wysokość wsi Korzeniówka, również odrzucając niemieckie ubezpieczenia. Ostatecznie natarcie 7 i 8 kompanii załamało się przed zasadniczą linią obrony niemieckiej z dużymi stratami. Wśród wielu poległych był ppor. Kazimierz Kuliga dowódca 8 kompanii. III batalion wycofał się z dużymi stratami. Natarcie I batalionu wyszło opóźnione i zeszło z osi natarcia w lewo. Pierwszorzutowe kompanie I/59 pp nacierały: 2 kompania strzelecka dotarła do Kłopówka i po stwierdzeniu pomyłki wycofała się do Ludwikowa, 3 kompania strzelecka nacierała w kierunku Matyldowa, pod lasem Matyldów dostała się pod ostrzał niemieckiej broni maszynowej i wycofała się na stanowiska wyjściowe. Oba bataliony poniosły znaczne straty i wycofały się na pozycje wyjściowe. Zdziesiątkowany III batalion zbierał się w lesie pomiędzy wsiami Grabie Niemieckie i Grabie Polskie. Stan obu batalionów zmniejszył się do 40% stanu wyjściowego. II batalion nie wszedł do walki. Po podwiezieniu do Gąbina przez kolumnę samochodową, przeszedł przez miasto i zajął obronę kilka kilometrów na wschód od Gąbina. 15 września 59 pp wraz z 6 b km i br. tow. przeszedł do obrony na linii Jezioro Zdworskie-północny skraj lasów gąbińskich-Piaski. Linię obrony obsadził I i II batalionem i 6 batalionem karabinów maszynowych, w odwodzie w lesie Gąbin stał III batalion, pułk wspierał 15 pal bez III dywizjonu.
Z dowództwa GO gen. Tokarzewskiego-Karaszkiewicza, dowódca 15 DP otrzymał rozkaz przerwania walki w rejonie Gąbina oraz przegrupowanie się nad dolną Bzurę w rejon Biała Góra, Budy Stare. W godzinach wieczornych 15 września 59 pp z dywizjonem 15 pal podjął marsz przez Sanniki, Iłów, Budy Stare. Marsz był uciążliwy z uwagi na zatarasowanie dróg przez kolumny taborowe i niemiecki nalot na Iłów. W trakcie nalotu niemieckiego lotnictwa w Iłowie uległa rozproszeniu 7 kompania strzelecka. Do rejonu Bud Starych pułk przybył 16 września około godz. 12.00 i stanął na postoju, III/59 pp bez 7 kompanii zajął pozycje osłonowe w Radziwiłłce. Zgodnie z rozkazem gen. dyw. Tadeusza Kutrzeby, 15 DP otrzymała rozkaz przejścia na wschodni brzeg rzeki Bzury, obsadzenia południowych skrajów Puszczy Kampinoskiej frontem na południe w rejonie Brochów, Lasocin, wybudowania przez saperów przeprawy przez Bzurę oraz zamknąć i dozorować przeprawy przez Wisłę w rejonie Czerwińska i Wyszogrodu. Wieczorem 16 września 59 pp podjął marsz w kierunku przeprawy przez Bzurę pod Witkowicami. 17 września o godz. 4.30 59 pp dotarł do Bzury w rejonie Witkowic i zorganizował obronę przyczółków na obu brzegach rzeki. II/59 pp zajął przyczółek na zachodnim brzegu, pozostałe siły pułku na brzegu wschodnim. Zaraz po zajęciu stanowisk pułk odparł natarcia niemieckie na odcinku Witkowice-Tułowice. O godz.6.00 59 pp bez II batalionu otrzymał rozkaz przegrupowania się do rejonu Helenów, Bieliny, Lasocin, przemieszczał się maszerując przez Janów i Janówek. Po ostrzelaniu czołowych oddziałów pułku w pobliżu Janowa, rozwinął się do natarcia. W trakcie walki z przeważającymi oddziałami niemieckimi, 59 pp przeszedł do obrony na zachód od Lasocina. Przez cały dzień 17 września 59 pp prowadził całodzienne walki na rubieży swojej obrony. Około godz.22.00 59 pp w składzie pozostałości I i III batalionów, plutonu artylerii piechoty i plutonu pionierów z dowództwem pułku oderwały się od nieprzyjaciela. Pułk podjął marsz przez Famułki Brochowskie, Pieklice, Famułki Łazowskie, Krzywą Górę w głąb Puszczy Kampinoskiej. II batalion zajmujący stanowiska na zachodnim brzegu Bzury, przez cały dzień 17 września był bombardowany przez niemieckie lotnictwo i ostrzeliwany przez artylerię. W efekcie poniósł duże straty osobowe i w sprzęcie. Przeprawił się przez Bzurę samodzielnie i przebił się przez niemieckie linie w rejon Myszor.           

#### Walki w Puszczy Kampinoskiej
18 września o godz. 5.00 59 pp znalazł się w Puszczy Kampinoskiej koło wsi Krzywa Góra, gdzie stanął na odpoczynek. O godz. 10.00 podjął dalszy marsz przez Cisowe w rejon Dąbrowy Starej. O godz. 14.00 dotarł w pobliże Dąbrowy Starej i stoczył ciężką walkę z niemieckimi oddziałami obsadzającymi przejścia w Puszczy Kampinoskiej, pułk stracił w tych walkach ponad czwartą część stanu osobowego. W ciężkich walkach przez niemiecki kordon przedostało się jedynie część 59 pp, w walkach poległo wielu żołnierzy, w tym por. Adam Czarnecki  oficer łączności 59 pp, wśród tych którzy dostali się do niewoli niemieckiej znalazł się płk. Bolesław Mirgałowski dowódca pułku. Na czele grupy, która przebiła się w głąb puszczy był por. Władysław Rydzewski dowódca 9 kompanii strzeleckiej. II batalion 59 pp wraz z zebraną ponownie 7 kompanią strzelecką oraz inne oddziały 15 DP zebrały się w rejonie Myszory, Famułki Królewskie. Zgrupowanie to podjęło marsz północnym skrajem Puszczy Kampinoskiej wzdłuż torów kolejki wąskotorowej Tułowice-Rybitew. W rejonie Polesia zgrupowanie 15 DP natknęło się na zajmujący stanowiska obronne niemiecki 12 pp. Natarcie zgrupowania 15 DP, w tym grupy z 59 pp wsparte 8 baterią haubic 15 pal, nie przyniosło powodzenia i nie przełamało niemieckiej obrony. W południe zgrupowanie 15 DP przerwało walkę i od północy obeszło stanowiska niemieckie, docierając późnym popołudniem w rejon Cybulic. Wieczorem oddziały 15 DP otrzymały rozkaz przejścia do lasów na północny zachód od Sierakowa. 
19 września w godzinach popołudniowych zgrupowanie oddziałów 15 DP dotarło do leśniczówki Pociecha, gdzie podjęto reorganizację oddziałów. Odtworzono 59 pułk piechoty, włączono w skład jego oddziałów pozostałości 6 batalionu km i br. tow., w wyniku czego utworzono dwa słabe batalionu pułku, na jego dowódcę wyznaczono dotychczasowego szefa sztabu 15 DP, ppłk dypl. Józefa Drotlewa. W godzinach wieczornych 19 września 15 DP otrzymała rozkaz gen. dyw. Tadeusza Kutrzeby opanowanie rejonu Mościska i Laski i zorganizowania tam obrony. Kolumna główna 15 DP w składzie 59 pp i 62 pp wraz z pozostałościami 15 pal, miała nacierać po osi Sieraków-Laski-Wólka Węglowa-Wawrzyszew. W nocy 19/20 września rozpoczęto natarcie, które załamało się w ogniu niemieckiej obrony pod Sierakowem. Dalsze walki 15 DP trwały przez 20 września, ponowione uderzenie dywizji na Laski zostało zatrzymane. Rozkazem gen. bryg. Zdzisława Przyjałkowskiego dywizja obeszła obronę niemiecka kierując się w kierunku Młocin. 59 pp z rejonu Dąbrowy Leśnej wykonał natarcie na Wólkę Węglową, którą opanował wieczorem 20 września. Następnie po dalszym marszu 59 pp doszedł do miejscowości Placówka, gdzie nawiązał kontakt z oddziałami z załogi Warszawy. Po czym przeszedł do Wawrzyszewa.    

#### W obronie Warszawy
21 września od rana zbierano w Wawrzyszewie przedzierających się jeszcze żołnierzy pułku, ostatecznie zdołano zorganizować z żołnierzy 59 pp zbiorczy batalion piechoty. 22 września po południu pododdziały ze składu dywizji przeszły w rejon cmentarzy Powązkowskiego i Ewangelickiego. Tu 22 i 23 września podjęto reorganizację 15 DP, do jej oddziałów włączono wszystkich żołnierzy z Armii „Pomorze”. Pozostałości 59 pp połączono z przebywającymi w Warszawie dwoma batalionami marszowymi pod dowództwem mjr. Wojciecha Skoniecznego, które nie dotarły do Ośrodka Zapasowego 15 DP. Nad całością zreorganizowanego 59 pp dowództwo objął mjr Wojciech Skonieczny. 24 września 59 pp obsadził ośrodek oporu „Cmentarze” na pododcinku „Północ”. Na 27 września 1939 pułk przygotował batalion pod dowództwem mjr Henryka Skaczały do natarcia na Wawrzyszew. O godz. 12.30 59 pułk piechoty otrzymał rozkaz o zaprzestaniu walki ze względu na zawieszenie broni.     
Po kapitulacji, 28 września, jeden batalion stacjonował w rejonie cmentarza Powązkowskiego, drugi na Dolnym Mokotowie. Sporządzano listy, wnioski o odznaczenia, wydawano legitymacje i zaświadczenia. W pododdziałach dokonywano zbiórek i apeli, odczytano rozkazy. 30 września 59 pp w kolumnie marszowej 15 DP prowadzonej przez dowódcę wyszedł ulicami Nowy Świat-Aleje Jerozolimskie- Żelazna-Chłodna-Wolska z Warszawy. Dalej maszerując przez Blizne, Chrzanów Nowy Ożarów, Błonie, Sochaczew, Łowicz dotarł do jenieckich obozów przejściowych. W kampanii wrześniowej poległo ok. 550, a rannych zostało ok. 900 żołnierzy pułku.

### Oddziały II rzutu mobilizacyjnego

#### Batalion marszowy 59 pp
Batalion marszowy 59 pp został zmobilizowany w ramach I rzutu mobilizacji powszechnej do 3 września 1939, kiedy osiągnął gotowość marszową. Dowództwo batalionu sprawował kpt. Stefan Szajnert. W godzinach porannych batalion marszowy 59 pp wraz z I batalionem piechoty Oddziału Zbierania Nadwyżek 59 pułku piechoty pod dowództwem kpt. Mariana Kocyłowskiego przemieszczony został marszem pieszym do Torunia celem ochrony ważnych obiektów miasta i lotniska przed dywersją niemiecką. Po wykonaniu stawianych zadań batalion marszowy pod koniec 5 września został przydzielony do dyspozycji dowódcy odtwarzanej 27 Dywizji Piechoty gen. bryg. Juliusza Drapelli. Batalion marszowy 59 pp wraz z I batalionem OZN 59 pp weszły w skład uzupełnianego 23 pułku piechoty stojącego w miejscowości Podgórz koło Torunia. Batalion marszowy 59 pp odtworzył II batalion 23 pułku piechoty, który po dotychczasowych ciężkich walkach liczył około 150 żołnierzy. Od 6 września kpt. Stefan Szajnert dowodził 4 kompanią strzelecką 23 pp. Natomiast od 9 września objął dowództwo II batalionu 23 pp, w skład którego wszedł wcześniej bm 59 pp i dzielił z nim dalsze wojenne losy.   

#### Oddział Zbierania Nadwyżek 59 pp
W trakcie mobilizacji alarmowej  pozostały nadwyżki osobowe spośród zmobilizowanych rezerwistów i pozostałej części kadry stałej pułku oraz nadwyżka sprzętu i broni. Z chwilą ogłoszenia mobilizacji powszechnej 31 sierpnia 1939 napłynęli do koszar pułku w Inowrocławiu dalsi powołani rezerwiści. W pierwszym rzędzie w I rzucie mobilizacji zdołano zmobilizować bataliony marszowe dla 64 i 65 pułków piechoty i dla macierzystego 59 pp pod dowództwem kpt. Stefana Szajnerta oraz dla 82 kompanii kolarzy. Pomimo, to pozostałe po zakończeniu mobilizacji nadwyżki 59 pp były tak duże, że zorganizowano w Oddział Zbierania Nadwyżek pod dowództwem majora Mieczysława Wojciecha Skoniecznego. Z posiadanych zasobów zdołano sformować trzy bataliony piechoty (marszowe), które miały wejść docelowo w skład Ośrodka Zapasowego 15 Dywizji Piechoty, który miał być mobilizowany przez 61 pp w Sandomierzu. OZN 59 pp organizowano w  koszarach 59 pp w Inowrocławiu i Szkole Wydziałowej na terenie miasta. Dowództwa sformowanych batalionów oddziału sprawowali I - kpt. Marian Kocyłowski, II - kpt. Antoni Grygiel, III - kpt. Karol Lisiogórski. 3 września po osiągnięciu gotowości marszowej został wysłany do Torunia I batalion kpt. Mariana Kocyłowskiego. Batalion ten otrzymał rozkaz oczyszczenia i zabezpieczenia lotniska w Toruniu przed niemiecką dywersją. 5 września wraz z batalionem marszowym 59 pp został przydzielony do 27 DP celem odbudowy dywizji po poniesionych stratach w walkach na Pomorzu i na przedmościu bydgoskim. Batalion piechoty OZN 59 pp kpt. Kocyłowskiego został rozwiązany i wszedł w skład 23 pp 27 DP. Częścią sił uzupełnił odbudowywany II batalion pułku, a reszta batalionu uzupełniła I i III bataliony 23 pp. Żołnierze 59 pp w składzie 23 pp dzielili dalsze jego losy wojenne. 
4 września po południu z Inowrocławia wymaszerowała pozostałość OZN 59 pp pod dowództwem mjr. Mieczysława Skoniecznego miała dołączyć do Ośrodka Zapasowego 15 Dywizji Piechoty w Sandomierzu. OZN 59 pp nazywano też pułkiem zapasowym 59 pp. Oddział podjął samodzielnie marsz w kierunku Brześcia Kujawskiego, dokąd dotarł w nocy 5/6 września. Tej nocy został załadowany do transportu kolejowego i odjechał w kierunku południowym. Po przejechaniu kilkunastu kilometrów z uwagi na zniszczenie torów został wyładowany z wagonów i podjął dalszy marsz. 13 września przeprawił się przez Bzurę, następnie w kolejnych marszach poprzez Puszczę Kampinoską, Modlin, Jabłonnę, Pragę dotarł do Warszawy. Następnie bataliony OZN 59 pp podjęły marsz w kierunku Sandomierza, po dojściu do Garwolina został zatrzymany przez oddziały niemieckie i zmuszony do odwrotu do Warszawy. Nadwyżkowe bataliony 59 pp w po dotarciu do Warszawy stacjonowały w Cytadeli, po przedarciu się do Warszawy pozostałości 59 pp wraz z zgrupowaniem 15 DP, z obu oddziałów odtworzono 59 pp pod dowództwem mjr. Wojciecha Skoniecznego.
Do Ośrodka Zapasowego 15 DP dotarła ze składu OZN 59 pp jedynie kompania gospodarcza pod dowództwem kpt. Władysława Łęckiego. Kompania gospodarcza dysponowała samochodem ciężarowym i dość szybko dotarła do Warszawy, skąd udała się do Lublina i dołączyła do przemieszczającego się przez Lublin OZ 15 DP i dzieliła jego dalsze losy.
| Struktura organizacyjna i obsada personalna we wrześniu 1939 | Struktura organizacyjna i obsada personalna we wrześniu 1939                                                                   |
| Stanowisko                                                   | Stopień, imię i nazwisko |
| Dowództwo                                                    | Dowództwo |
| ------------------------------------------------------------ | --- |
| dowódca pułku                                                | płk piech. Bolesław Mirgałowski (do 18 IX), ppłk dypl. Józef Drotlew (19-22 IX), mjr Mieczysław Wojciech Skonieczny (od 22 IX) |
| I adiutant                                                   | kpt. Michał Olchowski |
| II adiutant                                                  | ppor. rez. Kazimierz Denis |
| oficer informacyjny                                          | ppor. Sołtys |
| oficer łączności                                             | por. Adam Czarnecki † 18 IX Puszcza Kampinoska                                                                                 |
| kwatermistrz                                                 | kpt. Franciszek II Nowicki |
| oficer żywnościowy                                           | por. Mieczysław Stachowiak |
| naczelny lekarz                                              | mjr dr Rajmund Hrynkiewicz-Moczulski                                                                                           |
| płatnik                                                      | kpt Franciszek Czapiewski |
| oficer żywnościowy                                           | por. Mieczysław Stachowiak |
| kapelan                                                      | ks. kap. Michał Zawadzki |
| kapelmistrz                                                  | por. adm. Mieczysław Grafka |
| dowódca kompanii gospodarczej                                | kpt. Stefan I Józef Popek |
| zastępca dowódcy kompanii gosp.                              | chor. Józef Gałęzewski (oficer sztandarowy)                                                                                    |
| I batalion                                                   | |
| dowódca batalionu                                            | kpt. Marian Józef Mosirer |
| oficer żywnościowy                                           | ppor. rez. Eugeniusz Peksiński                                                                                                 |
| dowódca plutonu łączności                                    | pchor. Ruprycht |
| dowódca 1 kompanii strzeleckiej                              | por. Eugeniusz Kosiacki |
| dowódca plutonu                                              | ppor. piech. Alojzy Suszek 14 IX 1939 pod Dobrzykowem ciężko ranny                                                             |
| dowódca plutonu                                              | por. Jankowiak |
| dowódca 2 kompanii strzeleckiej                              | kpt. Franciszek Leonard Trojan                                                                                                 |
| dowódca plutonu                                              | por. Leon Skowroński |
| dowódca plutonu                                              | ppor. Antoni Cieślak |
| dowódca 3 kompanii strzeleckiej                              | ppor. Eugeniusz Zboromirski |
| dowódca plutonu                                              | ppor. Edward Borsz |
| dowódca plutonu                                              | ppor. Mieczysław Wiśniewski |
| dowódca 1 kompanii ckm                                       | por. Stanisław Janowski |
| dowódca plutonu                                              | ppor. Ludwik Mierzwiński |
| szef                                                         | st. sierż. Ludwik Klimkiewicz †6 IX 1939 Łęgnów                                                                                |
| II batalion                                                  | |
| dowódca batalionu                                            | kpt. Gwidon Budrewicz † 20 IX Palmiry                                                                                          |
| dowódca plutonu łączności                                    | ppor. Wacław Stasinowski |
| dowódca 4 kompanii strzeleckiej                              | por. Franciszek Aleksiński, |
| dowódca 5 kompanii strzeleckiej                              | por. rez. Marian Franciszek Głowacki † 18 IX Ruszki                                                                            |
| dowódca I plutonu                                            | ppor. Tadeusz Kowalski |
| dowódca II plutonu                                           | ppor. Stanisław Małolepszy |
| dowódca III plutonu                                          | ppor. Wieczorkiewicz |
| dowódca 6 kompanii strzeleckiej                              | kpt. Eugeniusz Kosiacki |
| dowódca plutonu                                              | por. Stanisław Kotala |
| dowódca 2 kompanii ckm                                       | por. Władysław Michał Stolarczyk                                                                                               |
| dowódca plutonu                                              | ppor. Karol Walter |
| dowódca IV plutonu (taczanki)                                | chor. Czesław Pawlak |
| III batalion                                                 | |
| dowódca batalionu                                            | mjr Wilhelm Piotr Hamberger |
| adiutant batalionu                                           | ppor. Karol Stachowiak |
| dowódca plutonu łączności                                    | por. Zygmunt Kuleszyński |
| oficer płatnik (gospodarczy)                                 | por. rez. Wojnowski |
| oficer żywnościowy                                           | por. rez. Jasnocki |
| dowódca 7 kompanii strzeleckiej                              | kpt. Kazimierz Maryański |
| dowódca 8 kompanii strzeleckiej                              | ppor. Kazimierz Kuliga, kpt. Franciszek Sztuka                                                                                 |
| dowódca 9 kompanii strzeleckiej                              | por. Władysław Rydzewski |
| dowódca plutonu                                              | ppor. Tadeusz Iwaszek |
| dowódca 3 kompanii ckm                                       | por. Czesław Barylewski |
| Pododdziały specjalne                                        | |
| dowódca kompanii zwiadu                                      | por. Jan Duszyński |
| dowódca kompanii przeciwpancernej                            | por. Bernard Wiewiórski |
| dowódca plutonu                                              | ppor. Jan Niedźwiedź |
| dowódca plutonu                                              | ppor. Sobieralski |
| dowódca plutonu pionierów                                    | por. Stefan Hieronim Lajourdie                                                                                                 |
| dowódca plutonu artylerii                                    | por. art. Florenty Aleksander Orzeszko                                                                                         |
| Batalion km i broni towarzyszących nr 6                      | |
| dowódca batalionu                                            | mjr piech. Henryk Skaczyła (b. zca dcy baonu KOP „Bereźne”)                                                                    |
| zastępca dowódcy batalionu                                   | kpt. piech. Leon Graczyk |
| dowódca 1 kompanii km                                        | por. Kazimierz Lewandowski (b. dowódca plutonu w 9/59 pp)                                                                      |
| dowódca 1 kompanii km                                        | por. Stanisław Wanat (b. dowódca plutonu 2/59 pp)                                                                              |
| dowódca 1 kompanii km                                        | ppor. Edmund Łukasik (b. dowódca plutonu w 9/59 pp)                                                                            |
| dowódca kompanii strzeleckiej                                | por. Waliński |

## Symbole pułkowe

### Sztandar
16 stycznia 1919 roku w Inowrocławiu 1 i 2 Pułki Grenadierów Kujawskich otrzymały chorągwie ufundowane przez miejscowe społeczeństwo. Po zakończeniu działań wojennych chorągwie zostały przekazane do Wielkopolskiego Muzeum Wojska w Poznaniu.
Nowy sztandar ufundowało społeczeństwo Kujaw i miasta Łomży. Wręczył go 4 sierpnia 1924 roku Prezydent Rzeczypospolitej Stanisław Wojciechowski. Na sztandarze umieszczono herby Łomży, Rypina i Inowrocławia oraz miejsca i daty walk: Domżeryce, Łomża i Izabelin. Ojcem chrzestnym sztandaru był por. Stanisław Burzyński - syn porucznika adiutanta generała Henryka Dąbrowskiego, matką chrzestną została żona generała Władysława Junga - dowódcy 15 Dywizji Piechoty, w skład której wchodził 59 pułk.
W czasie bitwy nad Bzurą sztandar został zakopany przez chor. Józefa Gałęzewskiego. 30 stycznia 1986 roku został odnaleziony w Wólce Węglowej i przekazany do Muzeum Ziemi Sochaczewskiej.

### Odznaka pamiątkowa
14 października 1924 roku Minister Spraw Wojskowych generał dywizji Władysław Sikorski zatwierdził odznakę pamiątkową 59 pułku piechoty. Odznaka o wymiarach 37 × 32 mm ma kształt tarczy, którą wypełnia płaskorzeźba orła z rozpostartymi skrzydłami, trzymającego w szponach bagnet, nieco wysunięty z pochwy. W dolnej części złamany biało-czarny słup graniczny i pikielhauba. Obok słupa zatknięty proporzec biało-czerwony, dalej numer i inicjały „59 PP WLKP”. Odznaka jednoczęściowa – oficerska, wykonana w srebrze, częściowo emaliowana. Na rewersie próba srebra, imiennik grawera WG i numer. Wykonawcą odznaki był Wiktor Gontarczyk z Warszawy.

## Żołnierze pułku
Dowódcy pułku
- kpt. Paweł Cyms (7 I – 14 III 1919)
- płk Wacław Przeździecki (15–22 III 1919)
- płk Stanisław Mikołaj Wrzaliński (23 III 1919 – 6 VIII 1920 z przerwą w VI 1920 na leczenie szpitalne)
- płk Władysław Grabowski (1–27 VI 1920)
- kpt. Marceli Cerklewicz (7 VIII – 26 IX 1920)
- mjr Konrad Golniewicz (27 IX – 2 X 1920)
- ppłk Maciej Mielżyński (od 3 X 1920)
- płk Maksymilian Hoborski
- ppłk piech. Karol Jan Dziekanowski (p.o. 5 IV 1921 – 21 VIII 1926 → oficer sztabowy PW 2 DP Leg.[58][59])
- płk dypl. piech. Romuald Wolikowski (21 VIII 1926[60] – 31 III 1930 → dowódca piechoty dywizyjnej 4 DP[61])
- ppłk / płk dypl. piech. Tadeusz Kalina-Zieleniewski (31 III 1930[62] – 1 III 1932 → dyspozycja szefa SG[63])
- ppłk / płk piech. Bolesław Mirgałowski (II 1932[64] – IX 1939)

Zastępcy dowódcy pułku
13 czerwca 1922 roku Minister Spraw Wojskowych zniósł dotychczasowe stanowisko referenta wyszkolenia pułku piechoty i ustanowił etatowe stanowisko zastępcy dowódcy pułku zaszeregowanego do stopnia podpułkownika, wyznaczanego przez Ministra Spraw Wojskowych. Zakres działania zastępcy dowódcy określał dowódca pułku, przed którym był on całkowicie odpowiedzialny. W 1938 roku zmieniona została nazwa stanowiska na „I zastępca dowódcy”. W organizacji wojennej pułku nie było stanowiska zastępcy dowódcy.
- mjr / ppłk piech. Eugeniusz Zabawski (10 VII 1922[66] – 1925)
- ppłk dypl. piech. Stanisław Jan Walawski (26 IV 1928[67] – 29 I 1929 → zastępca dowódcy 2 pp Leg.[68])
- ppłk piech. Julian Królikowski (12 III 1929 – 31 VIII 1935 → stan spoczynku)
- ppłk dypl. piech. Zenon Wzacny (od 4 VII 1935[69])
- ppłk dypl. piech. Michał Talikowski (do VIII 1939)

II zastępca (Kwatermistrz)
- mjr / ppłk piech. Antoni Kaczmarczyk (VIII 1935[70] – VIII 1939)

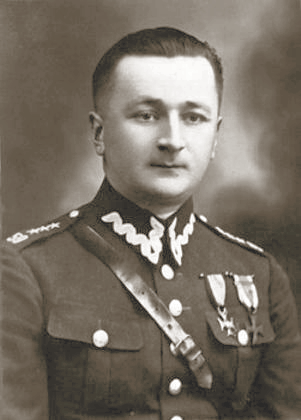
kpt. Paweł Cyms
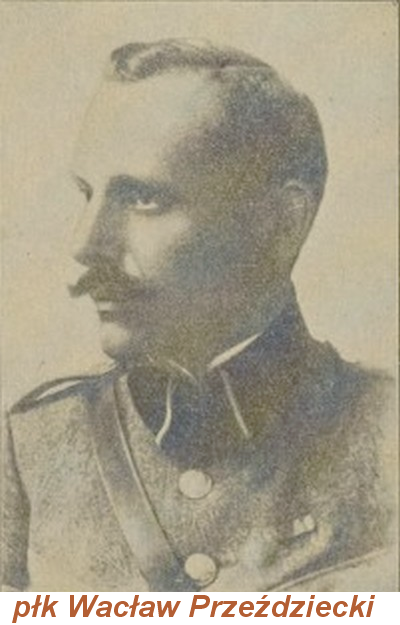
płk Wacław Przeździecki
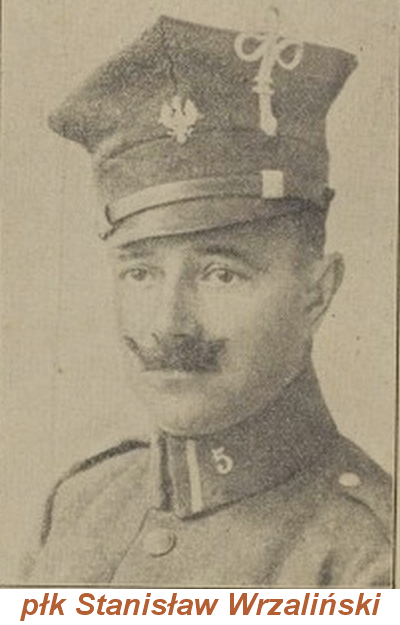
płk Stanisław Wrzaliński
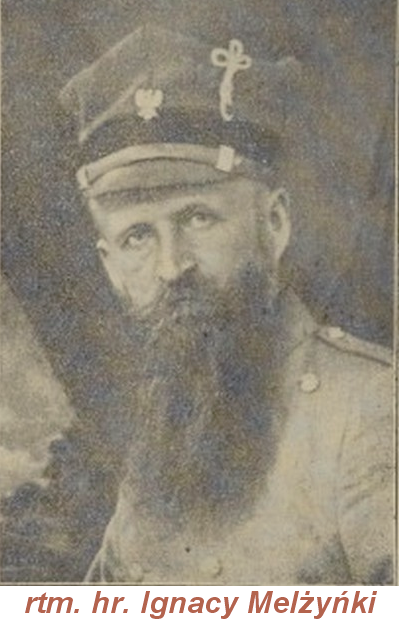
ppłk Maciej Mielżyński
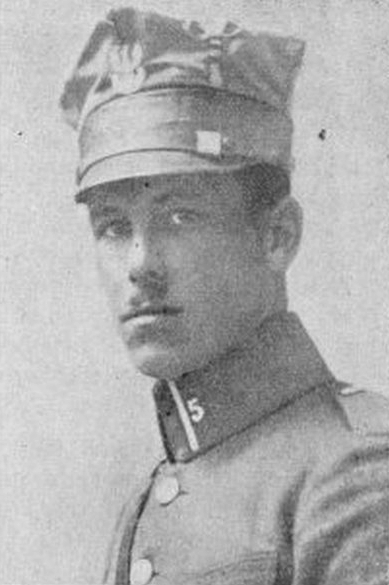
kpt. Marceli Cerklewicz
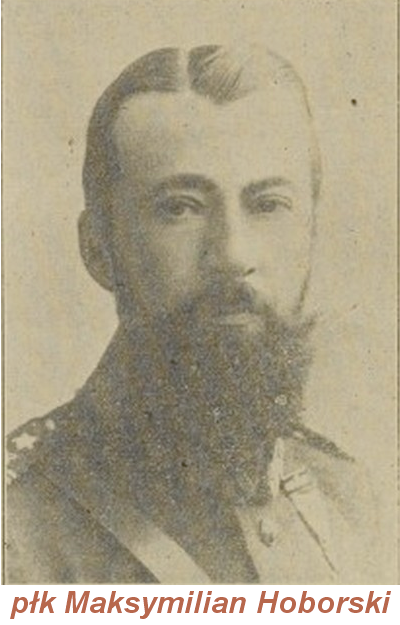
płk Maksymilian Hoborski
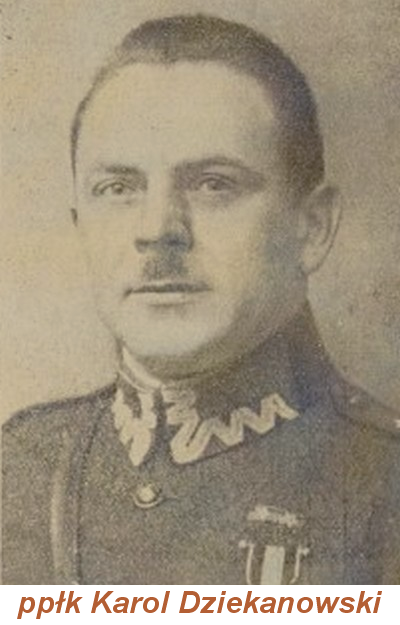
ppłk Karol Dziekanowski
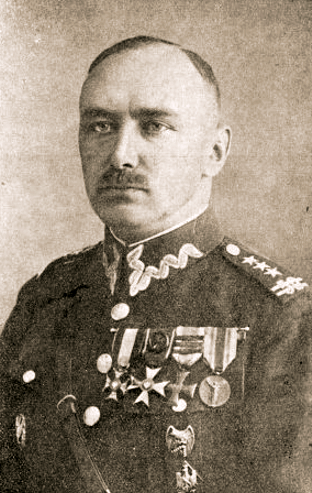
płk dypl. Romuald Wolikowski
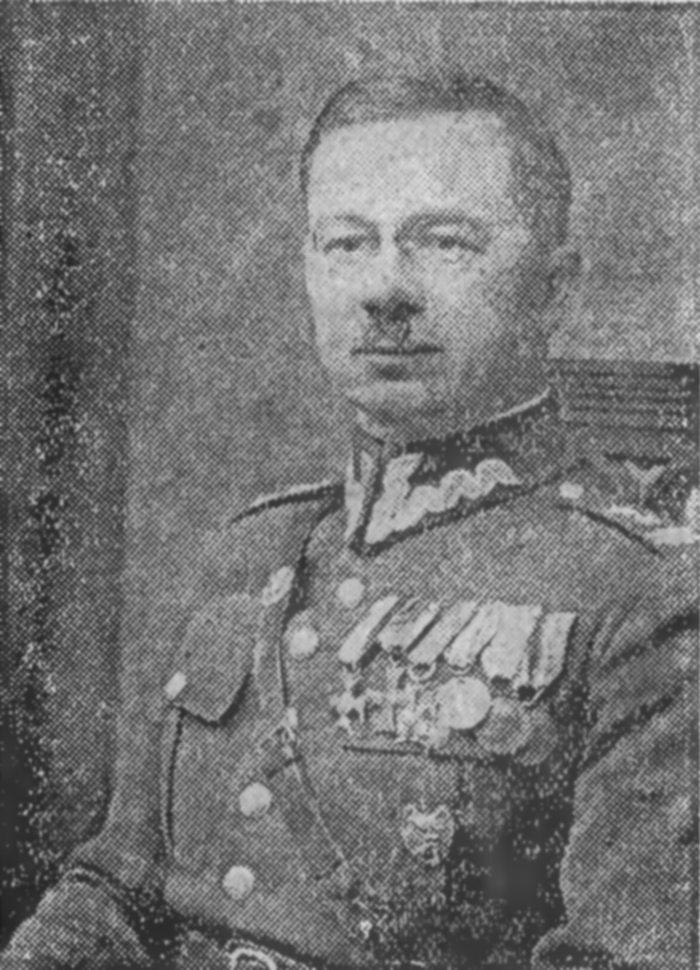
płk Bolesław Mirgałowski

### Żołnierze 59 pułku piechoty – ofiary zbrodni katyńskiej
Biogramy ofiar zbrodni katyńskiej znajdują się między innymi w bazach udostępnionych przez Ministerstwo Kultury i Dziedzictwa Narodowego oraz Muzeum Katyńskie.
| Nazwisko i imię      | stopień    | zawód           | miejsce pracy przed mobilizacją | zamordowany |
| -------------------- | ---------- | --------------- | ------------------------------- | ----------- |
| Boberski Leon        | ppor. rez. | kupiec          |                                 | Katyń       |
| Buczkowski Wacław    | por. rez.  | magister chemii |                                 | Katyń       |
| Kajewski Walter      | ppor. rez. | urzędnik        |                                 | Charków     |
| Markowski Bolesław   | por. rez.  | inżynier rolnik | gospodarstwo w Kruczynie        | Katyń       |
| Nowicki Florian      | ppor. rez. | nauczyciel      |                                 | Katyń       |
| Olejniczak Władysław | ppor. rez. | nauczyciel      |                                 | Katyń       |
| Wegenke Kazimierz    | ppor. rez. | prawnik         | sędzia grodzki w Kole           | Katyń       |

## Upamiętnienie
Nazwę i imię 59 pułku piechoty noszą:
- ulica w Inowrocławiu na osiedlu Rąbin.
- Szkoły Zespołu Szkół Ponadgimnazjalnych nr 4 w Inowrocławiu:
  - Technikum im. 59. Pułku Piechoty Wielkopolskiej
  - Zasadnicza Szkoła Zawodowa im. 59. Pułku Piechoty Wielkopolskiej